# Síria Baathista
A Síria Baathista, oficialmente República Árabe Síria (RAS; em árabe: اَلْجُمْهُورِيَّةُ ٱلْعَرَبِيَّةُ ٱلْسُوْرِيَّة; romaniz.: al-Jumhūriyyah al-ʿArabiyyah as-Sūriyyah) foi o estado sírio entre 1963 e 2024 sob o governo de partido único do braço regional sírio do Partido Socialista Árabe Baath. De 1971 até seu colapso, foi governado pela Família Assad e, portanto, era comumente chamado de Regime de Assad.
O regime surgiu após o golpe de estado sírio de 1963 e foi liderado por oficiais militares neobaathistas alauítas. Em 1970, o presidente Nureddin al-Atassi e o líder de fato Salah Jadid foram derrubados por Hafez al-Assad na Revolução Corretiva. No ano seguinte, Assad tornou-se presidente após eleições fraudulentas. Uma revolta islâmica contra o governo de Assad resultou nos massacres de Hama cometidos pelo regime em 1981 e 1982. O regime foi considerado um dos regimes mais repressivos dos tempos modernos, atingindo níveis totalitários,  e foi consistentemente classificado como um dos "piores dos piores" nos índices da Freedom House. 
Hafez al-Assad morreu em 2000 e foi sucedido por seu filho Bashar al-Assad, que manteve um controle semelhante. Grandes protestos contra o governo Baath em 2011, durante a Primavera Árabe, levaram à guerra civil síria entre forças de oposição, governo e, nos anos seguintes, islâmicos como o Estado Islâmico, o que enfraqueceu o controle territorial do regime de Assad. Entretanto, o governo Baath manteve presença e domínio sobre grandes áreas, conseguindo também recuperar mais terreno nos últimos anos com o apoio da Rússia, Irã e Hezbollah. Em dezembro de 2024, uma série de ofensivas surpresa de várias facções rebeldes culminou no colapso do regime.
Após a queda do Iraque Baath, a Síria foi o único país governado por neobaathistas. Tinha um culto abrangente à personalidade em torno da família Assad e atraiu ampla condenação por sua severa repressão doméstica e crimes de guerra. Antes da queda de Assad, a Síria estava classificada em quarto pior lugar no Índice de Estados Frágeis de 2024 e era um dos lugares mais perigosos do mundo para jornalistas. A liberdade de imprensa era extremamente limitada, e o país ficou em segundo lugar no Índice Mundial de Liberdade de Imprensa de 2024. Foi o país mais corrupto da região MENA e foi classificado como o segundo pior do mundo no Índice de Percepção de Corrupção de 2023. A Síria também se tornou o epicentro de uma indústria de narcotráfico patrocinada por Assad, exportando bilhões de dólares em drogas ilícitas anualmente, tornando-se um dos maiores narcoestados do mundo.

## História

### Golpe de 1963

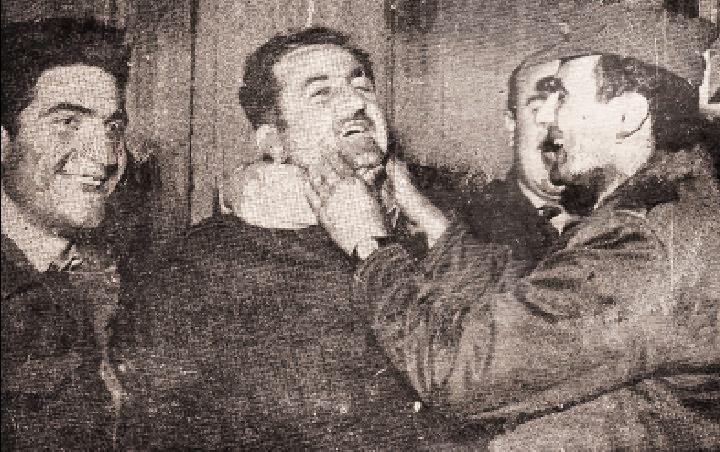
Oficiais militares neobaathistas comemorando a queda da Segunda República Síria após tomar o poder de seu último presidente democraticamente eleito, Nazim al-Qudsi, em 1963.

Após o golpe de 1961 que pôs fim à união política entre o Egito e a Síria, a instabilidade que se seguiu culminou no golpe Baathista de 8 de março de 1963. A tomada foi planejada por membros do Partido Socialista Árabe Ba'ath, liderado por Michel Aflaq e Salah al-Din al-Bitar. O novo gabinete sírio foi dominado por membros do Baath.  
Após a tomada do poder em 1963 pelo seu Comitê Militar, o partido Baath governou a Síria como uma ditadura que foi descrita como totalitária. Os baathistas assumiram o controle da política, educação, cultura, religião do país e vigiaram todos os aspectos da sociedade civil por meio de sua poderosa Mukhabarat (polícia secreta). As Forças Armadas Árabes Sírias e a polícia secreta foram integradas no aparelho do partido Baath; após o expurgo das elites civis e militares tradicionais pelo novo regime. 
O golpe Baathista de 1963 marcou uma "ruptura radical" na história moderna da Síria, após o qual o partido Baath monopolizou o poder no país para estabelecer um estado de partido único e moldou uma nova ordem sócio-política ao impor sua ideologia de estado.  Logo após tomar o poder, os oficiais militares neobaathistas começaram a realizar expurgos em toda a Síria como parte da imposição de seu programa ideológico. Políticos da Segunda República Síria que apoiaram a separação da Síria da República Árabe Unida (RAU) foram expurgados e liquidados pelos baathistas. Isso se somou ao expurgo do exército sírio e sua subordinação ao partido Baath. Os políticos, os oficiais militares e os civis que apoiaram a secessão da Síria da RAU foram também privados dos seus direitos sociais e legais pelo Conselho Nacional para o Comando Revolucionário (NCRC), controlado pelos Baathistas; permitindo assim ao regime Baathista desmantelar toda a classe política da Segunda República Síria e eliminar as suas instituições. 

### Domínio neobaathista do Partido Baath Sírio: 1963–1966
Após a tomada do poder em 1963 pelo comité militar neo-baathista, a secção regional síria do partido Baath sofreu um grave facciosismo e fragmentação, o que levou a uma sucessão de governos e novas constituições.  Os oficiais militares neobaathistas, por meio de sua crescente influência política e militar, começaram a promover expurgos nas estruturas burocráticas do estado sírio e rapidamente monopolizaram o controle de vários órgãos do partido Baath sírio. Os militares baathistas também assumiram o controle do CNCR, que exerceu o poder de fato no novo regime baathista. A ala civil do partido Baath, composta por baathistas clássicos liderados por Aflaq e Bitar, teve pouca influência sobre a direção ideológica do braço regional sírio. Durante o sexto congresso nacional do partido Baath, oficiais do comitê militar baathista, em colaboração com esquerdistas radicais, ganharam formalmente o controle ideológico e político da filial regional síria do partido Baath. O programa ideológico e a plataforma política adotados pelo partido Baath sírio durante o 6º Congresso Nacional do partido Baath em setembro de 1963 se tornaram a doutrina oficial do neobaath e a ideologia estatal da Síria Baath. Posteriormente, o regime Baath começou a implementar as suas políticas sociais, económicas e políticas em toda a Síria, o que impôs a agenda neobaathista.   
A tendência neobaathista de extrema-esquerda ganhou o controlo da seção regional síria no 6.º Congresso Nacional do partido Baath, em 1963, onde os radicais dos partidos regionais dominantes sírios e iraquianos uniram forças para impor uma linha radical de esquerda, que defendia a imposição do "planeamento socialista",  "fazendas colectivas geridas por camponeses", "controlo democrático dos meios de produção pelos trabalhadores", um partido baseado em trabalhadores e camponeses, e outras exigências que reflectiam a emulação do socialismo de estilo soviético.  Num ataque codificado a Michel Aflaq, o congresso também condenou a “notabilidade ideológica”, criticando a sua origem de classe média, dentro do partido.  Aflaq, irritado com esta transformação do seu partido, manteve um papel de liderança nominal, mas o Comando Nacional como um todo ficou sob o controlo dos radicais. 
As resoluções e declarações pró-marxistas, como a defesa da "luta de classes" e do "socialismo científico", adotadas pelo partido Baath durante seu 6º congresso nacional, estabeleceram a base ideológica do neobaathismo. Entre 1963 e 1966, os neobaathistas exerceram o poder político de fato na Síria baathista e conseguiram orientar seus objetivos ideológicos por meio da constituição provisória baathista de 1963 e sua emenda de 1964. Eles também realizaram expurgos dentro das Forças Armadas Árabes Sírias, como parte de seus esforços para subordinar a velha guarda civil do Comando Nacional do Partido Baath e criar um "exército ideológico" que fosse leal aos oficiais neobaathistas. Na política externa, os neobaathistas favoreciam o Bloco Socialista e eram defensores do estabelecimento de uma aliança estreita com a União Soviética. O conceito militar maoísta de "guerra popular de libertação" desempenhou um papel central na ideologia neobaathista, e isso se refletiu no apoio da Síria baathista aos grupos fedayin palestinos socialistas e de esquerda em sua guerra de guerrilha contra os israelenses. Na esfera económica, os neobaathistas favoreceram o estabelecimento de um sistema económico de comando socialista; e defenderam a nacionalização das indústrias privadas e políticas radicais de confisco de terras. 
O primeiro conflito significativo entre o novo regime Baath e a ilegal Irmandade Muçulmana ocorreu na cidade de Hama, em abril de 1964. Insurgentes filiados à Irmandade Muçulmana montaram bloqueios de estradas, estocaram alimentos e armas e atacaram lojas de vinho. Os rebeldes usaram a Mesquita do Sultão local como quartel-general e santuário, onde o imã Shaykh Mahmud al-Hamid encorajou a rebelião. O miliciano ismaelita afiliado ao regime, Munzir al-Shimali, foi morto e mutilado, enquanto "todo vestígio" do Partido Ba'ath em Hama foi atacado. O governo respondeu enviando tanques e reforços para atacar os rebeldes, forçando-os a recuar para a Mesquita do Sultão após dois dias de luta. A mesquita foi posteriormente bombardeada e a revolta foi reprimida.   

### Golpe de 1966

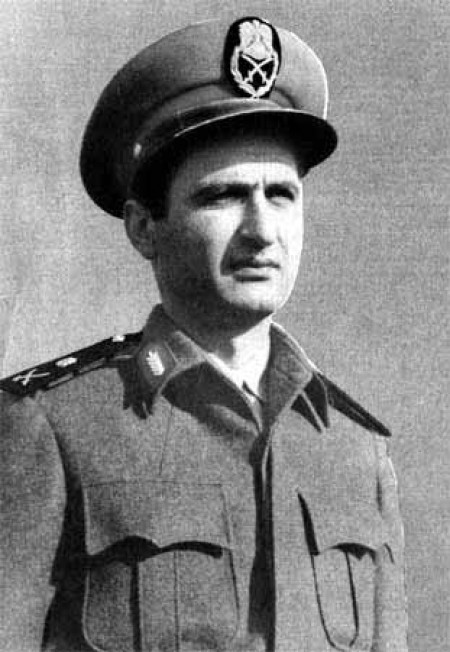
General Salah Jadid, figura-chave no planejamento do golpe de 1966. Embora não ocupasse nenhuma posição oficial de poder e permanecesse nas sombras, ele foi o líder indiscutível da Síria até 1970.

Em 23 de fevereiro de 1966, o Comitê Militar neobaathista realizou uma rebelião intrapartidária contra a Velha Guarda Baathista (Aflaq e Bitar), prendeu o presidente Amin al-Hafiz e designou um governo Baath regionalista e civil em 1º de março. Embora Nureddin al-Atassi tenha se tornado o chefe de estado formal, Salah Jadid foi o governante efetivo da Síria de 1966 até novembro de 1970, quando foi deposto por Hafez al-Assad, que na época era Ministro da Defesa. 
O golpe de 1966 marcou a transformação ideológica total do braço regional sírio do partido Baath numa organização militarista "neo-baathista" que se tornou independente do Comando Nacional do partido Baath original.  O regime que chegou ao poder em 1966 foi o mais radical da história da Síria. O governo de Jadid foi caracterizado por uma transformação socialista ainda mais radical de todo o estado, uma imposição agressiva do leninismo militar e uma repressão brutal pelos serviços secretos de Mukhabarat dentro do país. Fora do país, a Síria de Jadid alinhou-se ao bloco soviético e seguiu políticas de linha dura em relação a Israel e aos estados árabes "reacionários" (especialmente a Arábia Saudita). Jadid promoveu o conceito maoísta de "guerra popular" contra os sionistas, apoiando os fedayin palestinos, dando-lhes maior autonomia e permitindo-lhes lançar ataques contra Israel a partir do território sírio. O golpe levou ao cisma dentro do Partido Baath pan-árabe original: um movimento Baath liderado pelo Iraque (governou o Iraque de 1968 a 2003) e um movimento Baath liderado pela Síria foram estabelecidos. Na primeira metade de 1967, houve um discreto estado de guerra entre a Síria e Israel. O conflito sobre o cultivo de terras por Israel na Zona Desmilitarizada levou a confrontos aéreos pré-guerra entre Israel e a Síria, em 7 de abril.  Quando a Guerra dos Seis Dias eclodiu entre Egito e Israel, a Síria entrou na guerra e atacou Israel também. Nos últimos dias da guerra, Israel voltou a sua atenção para a Síria, capturando dois terços das Colinas de Golã em menos de 48 horas.  A derrota causou uma divisão entre Jadid e Assad sobre quais os próximos passos a tomar.  Surgiu um desentendimento entre Jadid, que controlava o aparato do partido, e Assad, que controlava os militares. A retirada em 1970 das forças sírias enviadas para ajudar a Organização para a Libertação da Palestina (OLP), liderada por Yasser Arafat, durante as hostilidades do "Setembro Negro" (também conhecido como Guerra Civil da Jordânia de 1970) com a Jordânia reflectiu este desacordo. 

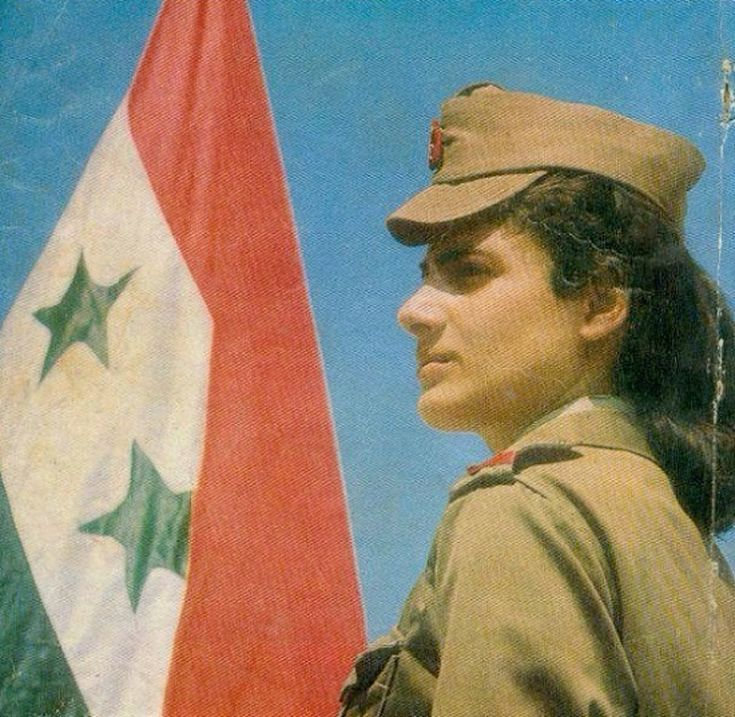
Imagem de uma mulher servindo no Exército Árabe Sírio, 1969.

Em 20 de setembro de 1970, a Síria, sob o comando do presidente Nureddin al-Atassi e do ditador Salah Jadid, invadiu a Jordânia em apoio às forças fedayin palestinas da Organização para a Libertação da Palestina, como parte do Setembro Negro. A Síria enviou 16.000 soldados e mais de 170 tanques T-55 para invadir a Jordânia. Em 22 de setembro, no entanto, a tentativa de invasão síria foi amplamente derrotada. Enquanto as forças sírias tentavam avançar em direção a Irbid, aproximadamente 50 dos 200 tanques sírios ficaram inoperantes. As forças sírias se retiraram da Jordânia em 23 de setembro após sofrer perdas de 120 tanques e 1.500 baixas. A Jordânia perdeu apenas 16 tanques, um carro blindado e teve 112 baixas.  

### Hafez al-Assad (1971–2000)
A luta pelo poder culminou no movimento corretivo sírio de novembro de 1970, um golpe militar sem derramamento de sangue que removeu Jadid e instalou Hafez al-Assad como o homem forte do governo.  O general Hafez al-Assad transformou um estado neobaathista numa ditadura frequentemente descrita como totalitária, marcada pelo seu domínio generalizado sobre o partido, as forças armadas, a polícia secreta, os meios de comunicação social, o sector da educação, as esferas religiosa e cultural, o planeamento urbano, a actividade económica e todos os aspectos da sociedade civil.  Incorporando um sistema baseado no clientelismo sectário, Hafez designou leais alauitas para cargos-chave nas forças militares, na burocracia, na inteligência e na elite governante;   estabelecendo um governo minoritário alauita para consolidar o poder dentro de sua família.   Um culto à personalidade em torno de Hafez e da sua família tornou-se um princípio fundamental da ideologia Assadista,  que defendia que a dinastia Assad estava destinada a governar perenemente. 

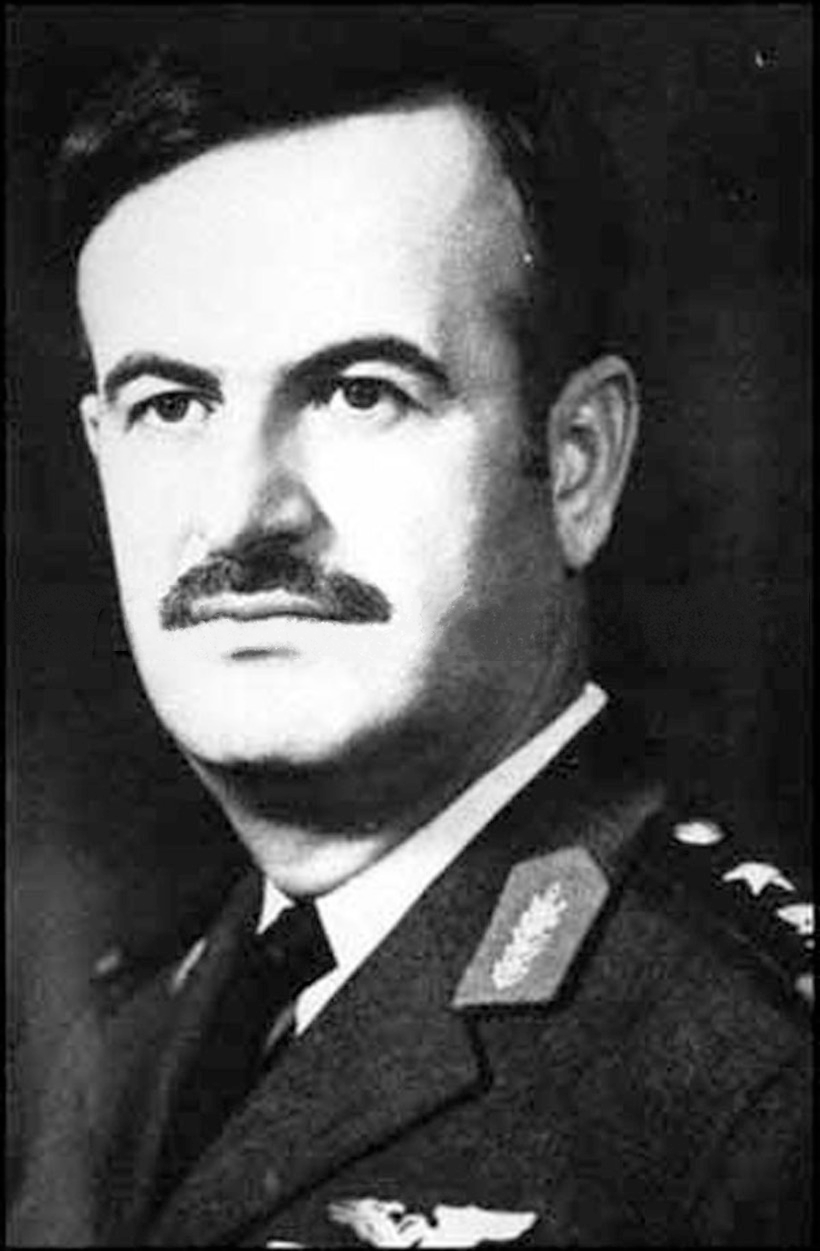
Hafez al-Assad, Presidente da Síria Baathista (1971–2000)

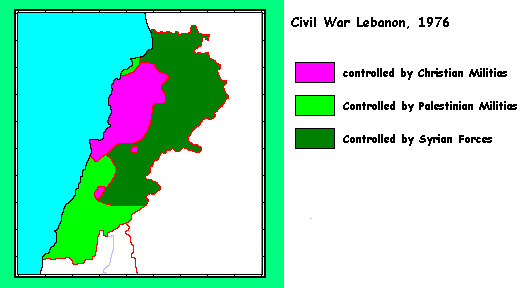
A invasão síria do Líbano começou em 31 de maio de 1976. A ocupação síria do Líbano durou até 2005.

Quando Hafez al-Assad chegou ao poder em 1971 com o Movimento Corretivo, o exército começou a se modernizar e mudar. Nos primeiros 10 anos do governo de Assad, o exército aumentou em 162% e em 264% até 2000. Em determinado momento, 70% do orçamento do país foi destinado apenas ao exército. Em 6 de outubro de 1973, a Síria e o Egito iniciaram a Guerra do Yom Kippur contra Israel. As Forças de Defesa de Israel reverteram os ganhos iniciais da Síria e avançaram mais profundamente em território Sírio.  A vila de Quneitra foi amplamente destruída pelo exército israelense. No final da década de 1970, uma revolta islâmica da Irmandade Muçulmana foi dirigida contra o governo. Islâmicos atacaram civis e militares fora de serviço, levando as forças de segurança a também matar civis em ataques de retaliação. A revolta atingiu o seu clímax no massacre de Hama em 1982,  quando mais de 40.000 pessoas foram mortas por tropas militares sírias e por paramilitares baathistas.   Foi descrito como o "acto de violência mais mortífero" perpetrado por qualquer Estado contra a sua própria população na história árabe moderna.  

Ruínas da cidade de Hama após o massacre de Hama em 1982.

A Síria foi convidada ao Líbano por seu presidente, Suleiman Frangieh, em 1976, para intervir ao lado do governo libanês contra os guerrilheiros da Organização para a Libertação da Palestina e as forças maronitas libanesas em meio à Guerra Civil Libanesa. A Força de Dissuasão Árabe consistia originalmente num núcleo sírio, com até 25.000 soldados, com a participação de alguns outros estados da Liga Árabe, totalizando apenas cerca de 5.000 soldados.    No final de 1978, após a Liga Árabe ter alargado o mandato da Força Árabe de Dissuasão, os sudaneses, os sauditas e os Emirados Árabes Unidos anunciaram intenções de retirar as tropas do Líbano, prolongando a sua estadia até aos primeiros meses de 1979, a pedido do governo libanês.  As tropas líbias foram essencialmente abandonadas e tiveram de encontrar o seu próprio caminho para casa, e a ADF tornou-se assim uma força puramente síria, embora incluísse o Exército de Libertação da Palestina.  Um ano após Israel ter invadido e ocupado o sul do Líbano durante a Guerra do Líbano de 1982, o governo libanês não conseguiu estender o mandato das ADF, terminando assim efectivamente a sua existência, embora não a presença militar síria ou israelita no Líbano.  Eventualmente, a presença síria ficou conhecida como ocupação síria do Líbano.

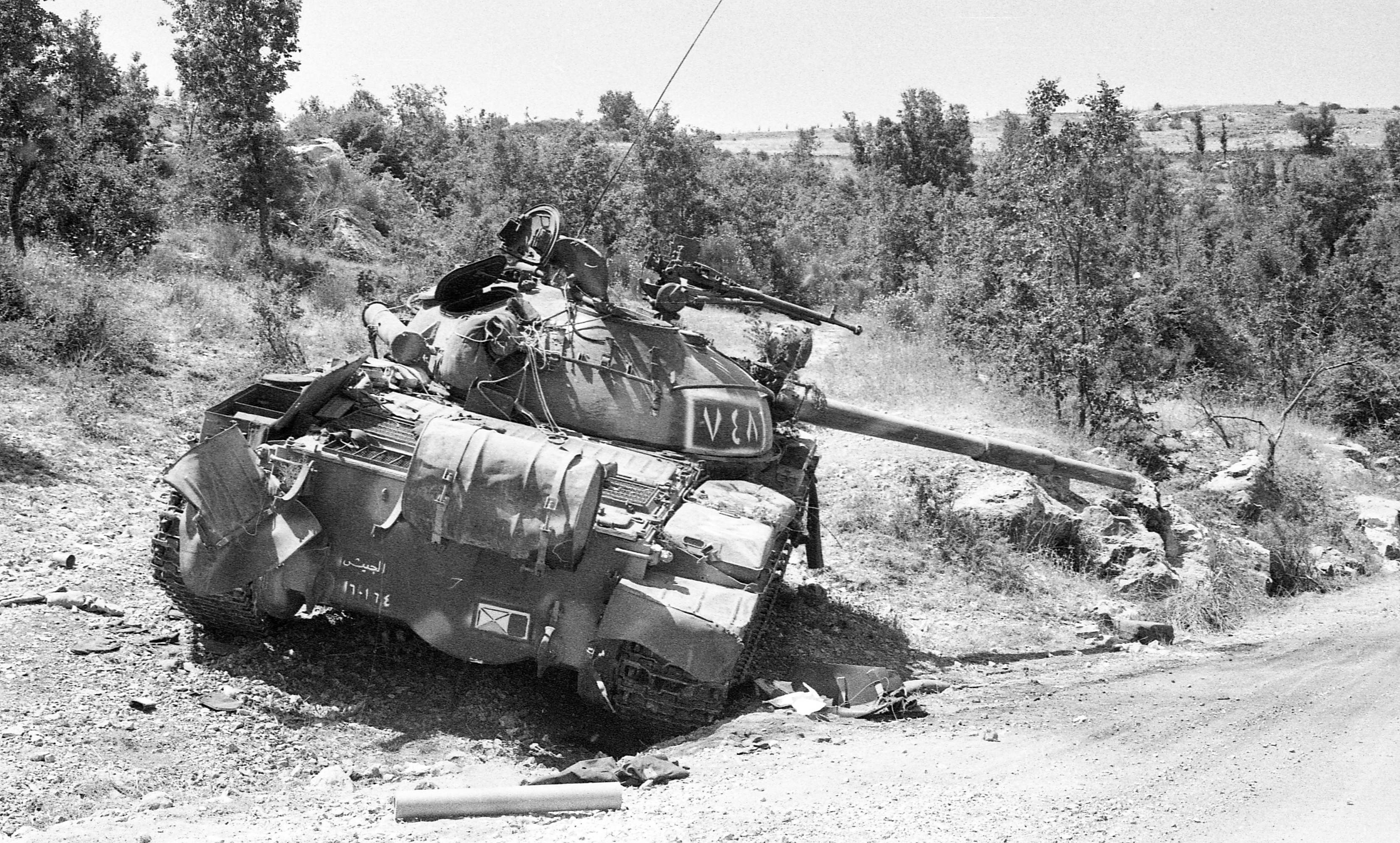
Tanque sírio T-62 destruído no Líbano pelo exército israelense, em 1982.

As forças sírias permaneceram no Líbano durante toda a guerra civil no país, eventualmente colocando a maior parte do país sob controle sírio como parte de uma disputa de poder com Israel, que havia ocupado áreas do sul do Líbano em 1978. Em 1985, Israel começou a retirar-se do Líbano, como resultado da oposição interna em Israel e da pressão internacional.  Após essa retirada, a Guerra dos Campos eclodiu, com a Síria lutando contra seus antigos aliados palestinos. A ocupação síria do Líbano continuou até 2005. 

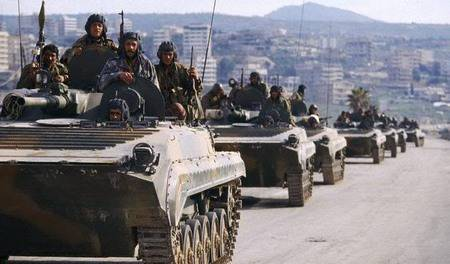
Coluna BMP-1 síria no Líbano durante a guerra civil libanesa.

Em uma grande mudança nas relações com outros estados árabes e com o mundo ocidental, a Síria participou da Guerra do Golfo liderada pelos Estados Unidos contra Saddam Hussein. O país participou da Conferência multilateral de Madri de 1991 e, durante a década de 1990, se envolveu em negociações com Israel, Palestina e Jordânia. Estas negociações falharam e não houve mais conversações directas entre a Síria e Israel desde o encontro do Presidente Hafez al-Assad com o então Presidente Bill Clinton em Genebra, em 2000. 

### Bashar al-Assad (2000–2024)

Bashar al-Assad, presidente da Síria de 2000 a 2024

Hafez al-Assad morreu em 10 de junho de 2000. Seu filho, Bashar al-Assad, foi eleito presidente em uma eleição na qual concorreu sem oposição.  A sua eleição viu o nascimento da Primavera de Damasco e de esperanças de reforma, mas no Outono de 2001, as autoridades reprimiram o movimento, aprisionando alguns dos seus principais intelectuais.  Em vez disso, as reformas limitaram-se a algumas reformas de mercado.    Em 5 de Outubro de 2003, Israel bombardeou um local perto de Damasco, alegando que era um centro de treino terrorista para membros da Jihad Islâmica.  Em março de 2004, curdos sírios e árabes entraram em confronto na cidade de al-Qamishli, no nordeste do país. Sinais de tumulto foram vistos nas cidades de Qamishli e Hasakeh.  Em 2005, o assassinato do antigo primeiro-ministro libanês Rafic Hariri levou à condenação internacional e desencadeou uma Intifada popular no Líbano, conhecida como "a Revolução do Cedro", que forçou a Síria a retirar os seus 20.000 soldados do Líbano e a pôr fim à sua ocupação militar de 29 anos no Líbano.    Em 6 de Setembro de 2007, caças estrangeiros, suspeitos de serem israelitas, terão levado a cabo a Operação Orchard contra um suposto reator nuclear em construção por técnicos norte-coreanos. 

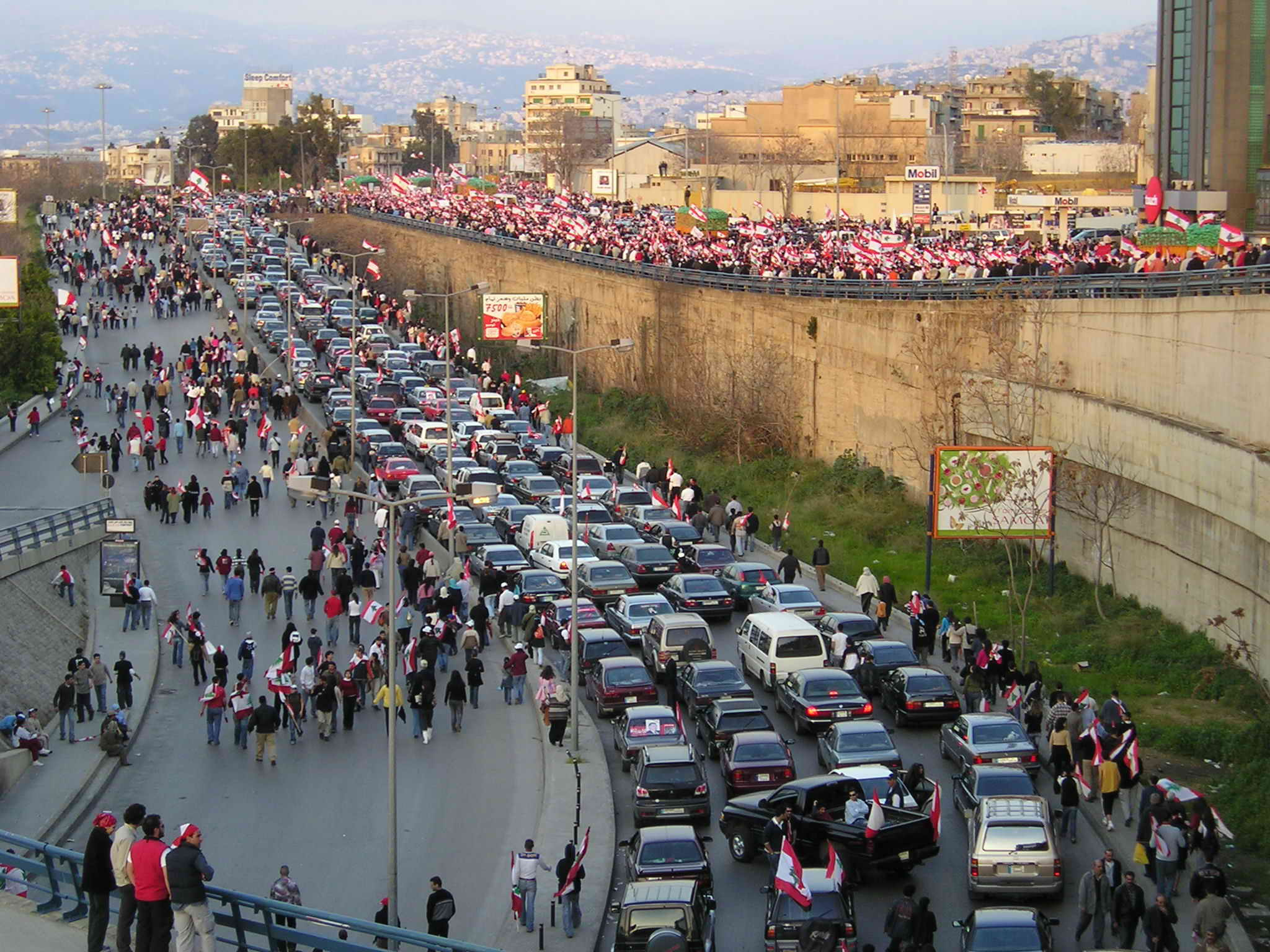
Manifestantes da Revolução do Cedro no Líbano, mar ando contra a ocupação militar do regime de Assad no Líbano após o assassinato de Rafic Hariri

### Revolução e guerra civil (2011–2024)
A Revolução Síria começou em 2011 como parte da Primavera Árabe, uma onda de revolta em todo o mundo árabe. Manifestações públicas em toda a Síria começaram em 26 de janeiro de 2011 e se transformaram em uma revolta nacional. Os manifestantes exigiram a renúncia do presidente Bashar al-Assad, a derrubada de seu governo e o fim de quase cinco décadas de governo do Partido Baath. Desde a primavera de 2011, o governo sírio destacou o Exército Sírio para reprimir a revolta, e várias cidades foram sitiadas,   embora a agitação continuasse. Segundo algumas testemunhas, os soldados que se recusaram a abrir fogo contra civis foram sumariamente executados pelo Exército Sírio.  O governo sírio negou os relatos de deserções e culpou os gangues armados por causarem problemas.  Desde o início do outono de 2011, civis e desertores do exército começaram a formar unidades de combate, o que deu início a uma campanha de insurgência contra o Exército Sírio. Os insurgentes unificaram-se sob a bandeira do Exército Livre da Síria e lutaram de uma forma cada vez mais organizada; no entanto, a componente civil da oposição armada não tinha uma liderança organizada. 

Situação militar em março de 2013

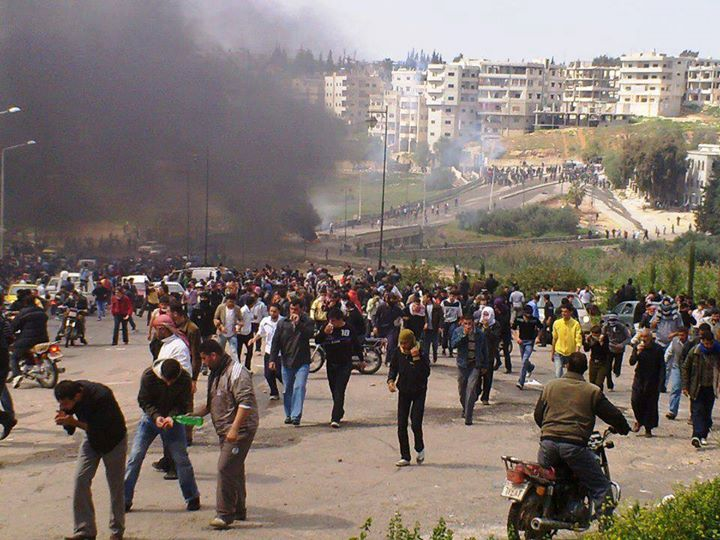
Um protesto anti-Assad em Daraa, 2013.

A revolta tem conotações sectárias, embora nenhuma das facções no conflito tenha descrito o sectarismo como tendo um papel importante. A oposição era dominada por muçulmanos sunitas, enquanto as principais figuras do governo eram alauitas,  filiados ao islamismo xiita. Como resultado, a oposição foi apoiada por estados muçulmanos sunitas, enquanto o governo foi apoiado publicamente pelo Irã dominado pelos xiitas e pelo Hezbollah libanês. De acordo com várias fontes, incluindo as Nações Unidas, entre 13.470 e 19.220 pessoas foram mortas, das quais cerca de metade eram civis, mas também entre 6.035 e 6.570 combatentes armados de ambos os lados     e até 1.400 manifestantes da oposição.  Muitos outros ficaram feridos e dezenas de milhares de manifestantes foram presos. Segundo o governo, entre março de 2011 e maio de 2012, 9.815–10.146 pessoas, incluindo 3.430 membros das forças de segurança, 2.805–3.140 insurgentes e até 3.600 civis, foram mortos em combates com o que eles caracterizaram como "grupos terroristas armados".  Para escapar da violência, dezenas de milhares de refugiados sírios fugiram do país para a vizinha Jordânia, Iraque e  Líbano, bem como para a Turquia.  O número total oficial de refugiados sírios da ONU atingiu 42.000 na altura,  enquanto as estimativas não oficiais se situavam em 130.000.
A UNICEF informou que mais de 500 crianças foram mortas nos 11 meses até Fevereiro de 2012.   Mais 400 crianças foram alegadamente detidas e torturadas em prisões sírias.   Além disso, mais de 600 detidos e presos políticos morreram sob tortura.  A Human Rights Watch (HRW) acusou o governo e a Shabiha, uma milícia armada que apoia o governo, de usarem civis como escudos humanos quando avançavam sobre áreas controladas pela oposição.  Os rebeldes antigovernamentais também foram acusados de violações dos direitos humanos, incluindo tortura, rapto, detenção ilegal e execução de civis, Shabiha e soldados.  A HRW também expressou preocupação com o sequestro de cidadãos iranianos.  A Comissão de Inquérito da ONU documentou abusos desta natureza no seu relatório de Fevereiro de 2012, que também incluía documentação indicando que as forças rebeldes eram responsáveis pelo deslocamento de civis. 
A Liga Árabe, os Estados Unidos, os estados da União Europeia, os estados do Conselho de Cooperação do Golfo e vários países em todo o mundo condenaram a perpetração de violência contra os manifestantes pelo regime de Assad.  China e Rússia evitaram condenar o regime ou aplicar sanções, afirmando que tais métodos poderiam evoluir para intervenção estrangeira. Por outro lado, a intervenção militar foi descartada pela maioria dos países que condenaram o regime de Assad.    A Liga Árabe suspendeu a adesão da Síria devido à resposta do governo à crise,  mas enviou uma missão de observação em Dezembro de 2011, como parte da sua proposta para uma resolução pacífica da crise.  A Liga Árabe e as Nações Unidas fizeram tentativas para resolver a crise síria e nomearam Kofi Annan como seu enviado especial para a Síria.  Em 16 de Março, Annan apresentou um plano de paz de seis pontos ao Conselho de Segurança da ONU.  Em 24 de março de 2012, Annan voou para Moscou numa tentativa de garantir o apoio russo ao seu plano. 
A guerra civil resultou em mais de 600.000 mortes,  com as forças pró-Assad a causarem mais de 90% do total de vítimas civis.  A guerra levou a uma crise de refugiados em massa, com cerca de 7,6 milhões de deslocados internos (dados do ACNUR de julho de 2015) e mais de 5 milhões de refugiados (registados pelo ACNUR em julho de 2017).  A guerra também piorou as condições econômicas, com mais de 90% da população vivendo na pobreza e 80% enfrentando insegurança alimentar. 

#### Conflito congelado (2020–2024)

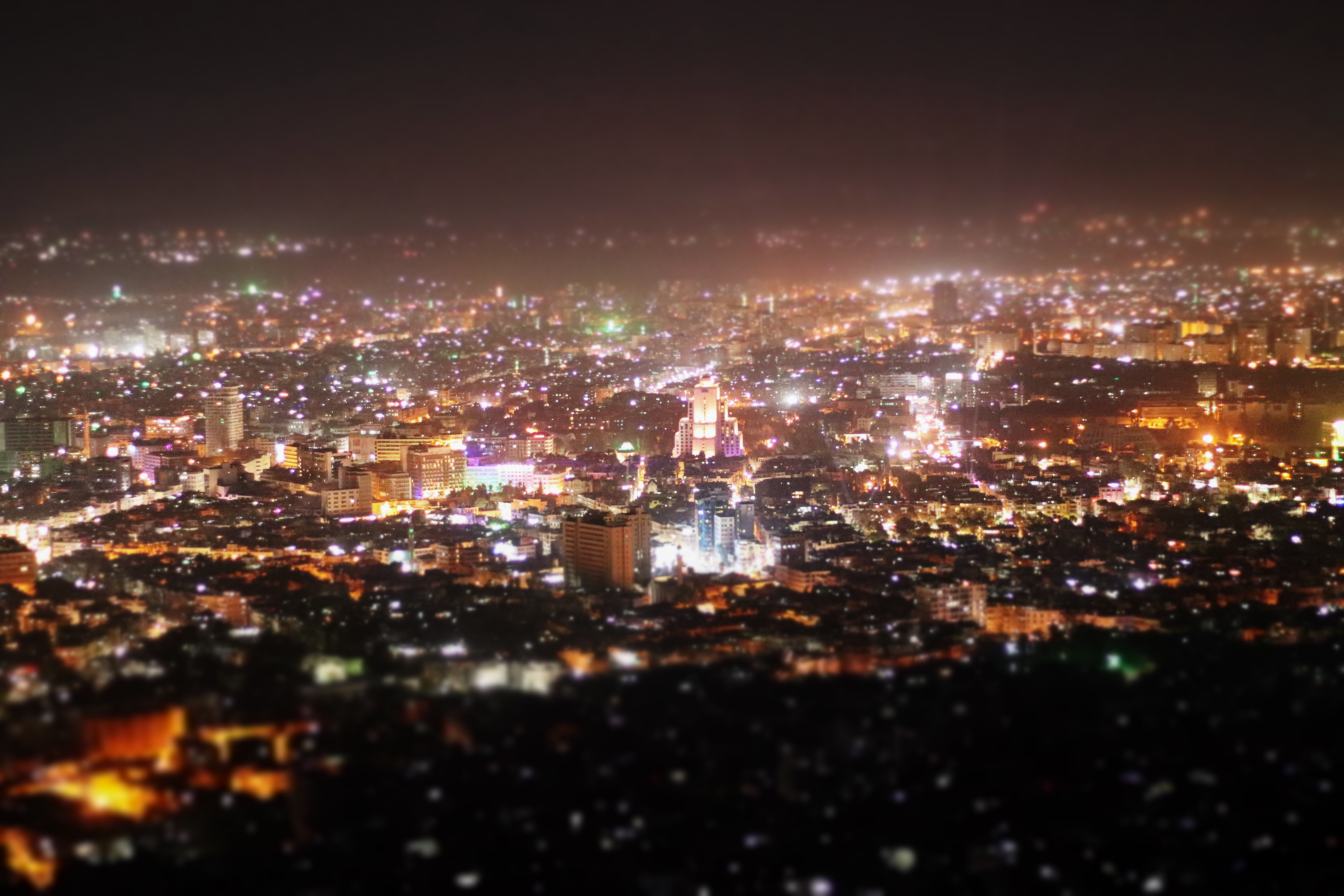
Vista aérea de Damasco em 2020

Situação militar antes das ofensivas da oposição síria no final de 2024.

A partir de 2020, o conflito se estabilizou em um estado congelado.  Embora cerca de 30% do país fosse controlado por forças da oposição, os combates intensos cessaram em grande parte e houve uma tendência regional crescente para a normalização das relações com o regime de Bashar al-Assad. 
Durante este período, a Síria Baathista continuou a ser um dos lugares mais perigosos para jornalistas,   e foi classificada em 8.º lugar no Índice Global da Paz de 2024 e em 4.º pior no Índice de Estados Frágeis de 2024.  A liberdade de imprensa permaneceu inexistente e o regime de Assad foi classificado como o 2º pior no Índice Mundial de Liberdade de Imprensa de 2024.   Classificado em penúltimo lugar a nível mundial no Índice de Percepção da Corrupção de 2023,  o regime de Assad foi também o mais corrupto do Médio Oriente.   A Síria Baathista também se tornou o epicentro de um cartel de drogas ilícitas patrocinado pelo Estado, o maior do mundo, que incorporou uma indústria de Captagon multimilionária.    

### Queda do regime de Assad (2024)
Em 27 de novembro de 2024, a violência explodiu novamente. Facções rebeldes, lideradas pelo grupo islâmico Hayat Tahrir al-Sham (HTS) e pelo Exército Nacional Sírio (SNA), apoiado pela Turquia, tomaram o controle de Alepo, provocando uma campanha de ataques aéreos de retaliação pelo presidente sírio Bashar al-Assad, apoiado pela Rússia. Os ataques, que tiveram como alvo centros populacionais e vários hospitais na cidade de Idlib, controlada pelos rebeldes, resultaram em pelo menos 25 mortes, de acordo com o grupo de resgate Capacetes Brancos. Os países da OTAN emitiram uma declaração conjunta pedindo a proteção de civis e infraestrutura crítica para evitar novos deslocamentos e garantir o acesso humanitário. Eles enfatizaram a necessidade urgente de uma solução política liderada pela Síria, de acordo com a Resolução 2254 do Conselho de Segurança da ONU, que defende o diálogo entre o governo sírio e as forças de oposição. A ofensiva rebelde, que começou em 27 de novembro de 2024, continuou seu avanço na província de Hama após a captura de Alepo.   

Situação militar após a queda do regime de Assad em dezembro de 2024. Territórios controlados pelas Forças Armadas Sírias (branco), SOR (rosa), SNA e Turquia (verde claro), SDF e Estados Unidos (amarelo), EI (cinza), SFA e Estados Unidos (azul-petróleo).

Em 29 de novembro, os rebeldes filiados à Frente do Sul abandonaram os seus esforços de reconciliação com o governo sírio e lançaram uma ofensiva no Sul, na esperança de implementar um movimento de pinça contra Damasco.  
Em 4 de dezembro de 2024, confrontos violentos eclodiram na província de Hama quando o exército sírio enfrentou insurgentes liderados por islâmicos em uma tentativa de deter seu avanço na importante cidade de Hama. As forças do governo alegaram ter lançado uma contraofensiva com apoio aéreo, repelindo facções rebeldes, incluindo Hayat Tahrir al-Sham (HTS), a cerca de seis milhas da cidade. No entanto, apesar dos reforços, os rebeldes capturaram a cidade em 5 de dezembro.  Os combates levaram a deslocações generalizadas, com cerca de 50.000 pessoas a fugirem da área e mais de 600 vítimas registadas, incluindo 104 civis. 
Na noite de 6 de dezembro de 2024, as forças da Frente do Sul capturaram a capital regional de Suwayda, no sul da Síria, após a retirada das forças pró-governamentais da cidade.   Simultaneamente, as Forças Democráticas Sírias lideradas pelos curdos capturaram a capital provincial de Deir ez-Zor às forças pró-governamentais, o que também deixou a cidade de Palmira, no centro da província de Homs.   À meia-noite, as forças da oposição na província de Daraa, no sul, capturaram a sua capital, Daraa, bem como 90% da província, enquanto as forças pró-governamentais se retiravam em direcção à capital, Damasco.  Entretanto, o Exército Livre Sírio (SFA), um grupo rebelde diferente apoiado pelos Estados Unidos, assumiu o controlo de Palmira numa ofensiva lançada a partir da "zona de desconflito" de al-Tanf. 
Em 7 de dezembro de 2024, as forças pró-governamentais retiraram-se da província de Quneitra, que faz fronteira com as Colinas de Golã ocupadas por Israel.  Naquele dia, o exército israelita ajudou a UNDOF a repelir um ataque.  A Frente Sul entrou nos subúrbios de Damasco, que foi simultaneamente atacada pelo norte pelo Exército Livre Sírio. À medida que os rebeldes avançavam, Assad fugiu de Damasco para Moscou, onde lhe foi concedido asilo político pelo presidente russo Vladimir Putin.    No dia seguinte, as forças de oposição sírias capturaram as cidades de Homs e Damasco. Após a queda de Damasco, a Síria Baath entrou em colapso e o primeiro-ministro Mohammad Ghazi al-Jalali permaneceu na função de interino com a permissão dos rebeldes até que estes estabelecessem um governo de transição dois dias depois. 

## Governo e política
Desde a tomada do poder em 1963 pelo seu Comité Militar neobaathista até à queda do regime de Assad em 2024, o Partido Socialista Árabe Baath governou a Síria como uma ditadura de partido único que operava como um estado policial totalitário.  Após um período de conflitos internos, o general baathista Hafez al-Assad expurgou seus rivais políticos e ganhou o controle do partido Baath sírio após o golpe de estado de 1970; desde então, sua família dominou a política do país até o colapso do sistema baathista.  
Julie Rajan observou que a repressão brutal de Bashar al-Assad contra dissidentes e manifestantes pacíficos foi modelada segundo o padrão do totalitarismo de Hafez al-Assad,  que foi marcado pela regimentação generalizada de civis através do aparelho militar e judicial Baathista.  Através das leis de emergência impostas aos sírios pelo partido Baath desde 1963, tanto Hafez como Bashar exerceram poderes ditatoriais e centralizaram o funcionamento administrativo em torno da família Assad e do seu pequeno grupo de apoiantes.  As leis de emergência baathistas permitiram que Hafez e Bashar ordenassem detenções arbitrárias, interferissem na vida pessoal de civis, operassem estruturas extrajudiciais e declarassem punições contra suspeitos dissidentes através de tribunais paralelos. 
Para consolidar ainda mais seu poder, Hafez aboliu a constituição provisória baathista de 1969 e impôs a constituição de 1973 da Síria baathista, que estabeleceu uma autocracia fervorosamente personalista. O documento enfatizou a centralização rígida do poder em torno da presidência síria, dando a Hafez poderes constitucionais para nomear membros do gabinete e convocar ou demitir arbitrariamente a assembleia legislativa. A constituição estipulava ainda que todos os membros do Supremo Tribunal Constitucional da Síria Baathista seriam nomeados directamente pelo presidente sírio, permitindo assim a Hafez exercer controlo de facto sobre o aparelho judicial e o processo eleitoral Baathista.  As disposições da constituição de Hafez al-Assad de 1973 também consolidaram o poder do Partido Socialista Árabe Baath, com seu 8º artigo descrevendo o partido como "o partido líder na sociedade e no estado", definindo efetivamente a Síria Baathista como um estado socialista de partido único governado por leis de emergência.   
Após a adopção de uma nova constituição pela Síria Baathista em 2012, o seu sistema político operou no quadro de um estado presidencial que nominalmente permitiu a candidatura de indivíduos que não faziam parte da Frente Progressista Nacional controlada pelos Baathistas, fundada em 1972.   Na prática, a Síria Baathista permaneceu um estado de partido único, o que proibiu qualquer actividade política independente ou de oposição.  

### Poder Judiciário
Não havia um poder judicial independente na República Árabe Síria, uma vez que todos os juízes e procuradores eram obrigados a ser nomeados pelo Partido Baath.  Os poderes judiciais da Síria incluíam o Supremo Tribunal Constitucional, o Alto Conselho Judicial, o Tribunal de Cassação e os Tribunais de Segurança do Estado. O Tribunal Supremo de Segurança do Estado (SSSC) foi abolido pelo Presidente Bashar al-Assad através do decreto legislativo n.º 53, em 21 de Abril de 2011.  A Síria tinha três níveis de tribunais: tribunais de primeira instância, tribunais de apelação e o tribunal constitucional, o mais alto tribunal. Os tribunais religiosos tratavam de questões de direito pessoal e familiar. 
O artigo 3(2) da constituição de 1973 declarou a jurisprudência islâmica como a principal fonte de legislação. O sistema judicial tinha elementos das leis otomanas, francesas e islâmicas. A Lei do Estatuto Pessoal 59 de 1953 (alterada pela Lei 34 de 1975) era essencialmente uma xaria codificada;  o Código do Estatuto Pessoal era aplicado aos muçulmanos pelos tribunais da sharia. 

### Eleições
As eleições foram realizadas através de um processo fraudulento; caracterizado por fraude em larga escala, votação repetitiva e ausência de sistemas de registo e verificação de eleitores.    As eleições parlamentares foram realizadas em 13 de abril de 2016 nas áreas controladas pelo governo da Síria, para todos os 250 assentos da legislatura unicameral da Síria, o Majlis al-Sha'ab, ou Conselho Popular da Síria.  Mesmo antes dos resultados terem sido anunciados, várias nações, incluindo a Alemanha, os Estados Unidos e o Reino Unido, declararam a sua recusa em aceitar os resultados, alegando em grande parte que "não representavam a vontade do povo sírio".  No entanto, representantes da Federação Russa manifestaram o seu apoio aos resultados destas eleições. Vários observadores independentes e organizações internacionais denunciaram a conduta eleitoral do regime de Assad como uma fraude; com as Nações Unidas a condená-la como eleições ilegítimas e "sem mandato".     O relatório global de 2022 do Projeto de Integridade Eleitoral designou as eleições sírias como uma "fachada" com a pior integridade eleitoral do mundo, juntamente com as Comores e a República Centro-Africana.  

### Ideologia do Estado
A ideologia estatal da Síria sob o Partido Baath era o Neobaathismo, uma variante distinta e de extrema-esquerda  do Baathismo que se tornou a ideologia oficial do ramo regional sírio do Partido Baath após seu 6º Congresso Nacional em setembro de 1963.    Os radicais neobaathistas, que dominavam as estruturas regionais do ramo sírio do partido Baath, iniciaram uma luta pelo poder contra a velha guarda do partido, culminando no golpe neobaathista de 1966.   O golpe resultou na separação estrutural do braço regional sírio do partido Ba'ath do seu Comando Nacional, e transformou o Partido Ba'ath Sírio numa organização militarista.  O golpe e os subsequentes expurgos neobaathistas contra os aflaquistas desencadearam o cisma mais profundo na história do movimento Baath,  que resultou na divisão do movimento em facções dominadas pelo Iraque e pela Síria, e no conflito subsequente entre elas. 

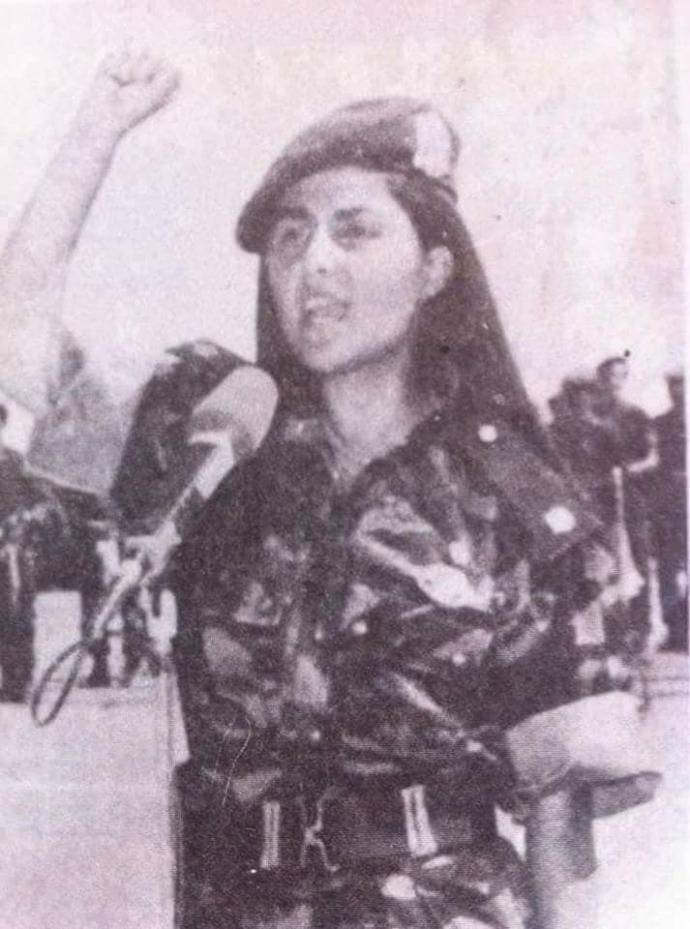
Apresentação de alunas em uniforme militar durante uma cerimônia militar da União da Juventude Revolucionária.

O neobaathismo foi descrito como uma divergência do baathismo propriamente dito, que foi além de sua base ideológica pan-arabista ao adotar o marxismo e expurgar a liderança baathista clássica da velha guarda, incluindo Michel Aflaq e Salah al-Din al-Bitar.   Como resultado dessas diferenças ideológicas, o Partido Baath sírio entrou em conflito com nacionalistas árabes como os nasseristas e os baathistas iraquianos, particularmente os saddamistas, com quem mantinham uma rivalidade acirrada.  O neobaathismo foi criticado pelo fundador da ideologia baathista, Michel Aflaq, por divergir dos princípios originais do baathismo.  A propaganda estatal retratou o Assadismo como uma corrente neo-baathista que desenvolveu a ideologia baathista com as necessidades da era moderna. 

### Propaganda estatal na mídia de massa e nas escolas
A Síria Baath tinha uma propaganda ampla, altamente militarista e anti-israelense. Toda a ideologia neobaathista girava em torno de "resistir à ameaça israelense" e criar um exército poderoso e uma sociedade militarizada (junto com o nacionalismo árabe e sírio e a construção do socialismo ). Essas ideias eram constantemente disseminadas para a sociedade por meio da mídia e nas escolas por meio do sistema educacional: na Síria Baath, praticamente não havia mídia independente ou sistemas educacionais similares (ambos eram completamente controlados pelo regime). Além de glorificar as ideias baathistas, a propaganda estatal glorificou a família Assad e participou no culto à personalidade de Hafez (e, desde 2000, de Bashar) Assad: por exemplo, os responsáveis sírios foram obrigados a referir-se a ele como "o santificado" (al-Muqaddas).  Os jornalistas independentes na Síria estavam sob rigoroso controlo e vigilância por parte do regime, sendo inclusive forçados a autocensurarem -se por medo de serem atirados para a prisão. 

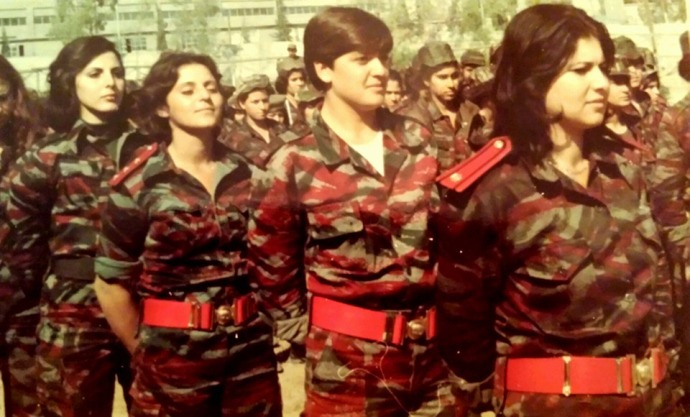
Estudantes sírias em uniforme militar durante uma cerimônia militar da União da Juventude Revolucionária, por volta de 1980.

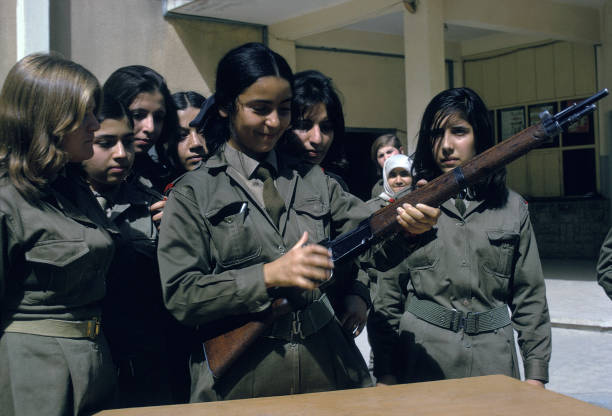
Estudantes sírias aprendem a montar e usar rifles, 1973.

Os alunos da escola aprendiam o Baathismo através de um curso conhecido como "Sociologia Política Árabe".  Os professores iniciavam cada aula com a canção “Nosso eterno líder, Hafez al-Assad”.  Havia também uma organização juvenil nas escolas chamada "União da Juventude Revolucionária" (RYU), criada em 1968. É uma organização governamental, neobaathista, nacionalista e antissionista que se dedica a "educar jovens em escolas de ensino fundamental e médio sobre a ideologia do Partido Baath" e prepará-los para se juntarem às suas fileiras (em outras palavras, está envolvida na propaganda dos "valores corretos do Partido Baath" que todo sírio deve seguir). A legislação do sindicato previa "educar a geração jovem do país, desenvolver sua energia, organizá-la para o trabalho coletivo, treiná-la e qualificá-la, e prepará-la para "contribuir para a defesa da revolução liderada pelo partido. " A filiação à organização geralmente começa no décimo ano de escola e é um caminho para a filiação ativa no Partido Ba'ath após pelo menos três anos de treinamento ideológico (e algum militar). A RYU também publica o jornal Al-Masirah . Os alunos do ensino fundamental eram liderados pela "Al-Ba'ath Vanguard" (criada em 1974), e os alunos universitários eram liderados pela "União Nacional dos Estudantes Sírios" (criada em 1963).  Periodicamente, mar as militares eram realizadas na Síria Baathista com a participação de estudantes em uniforme militar, com faixas ou retratos de Hafez al-Assad. Além do sistema educacional e da mídia, o regime assumiu o controle das esferas política e religiosa do país.

### Política externa

#### Relações com a União Soviética e a Rússia

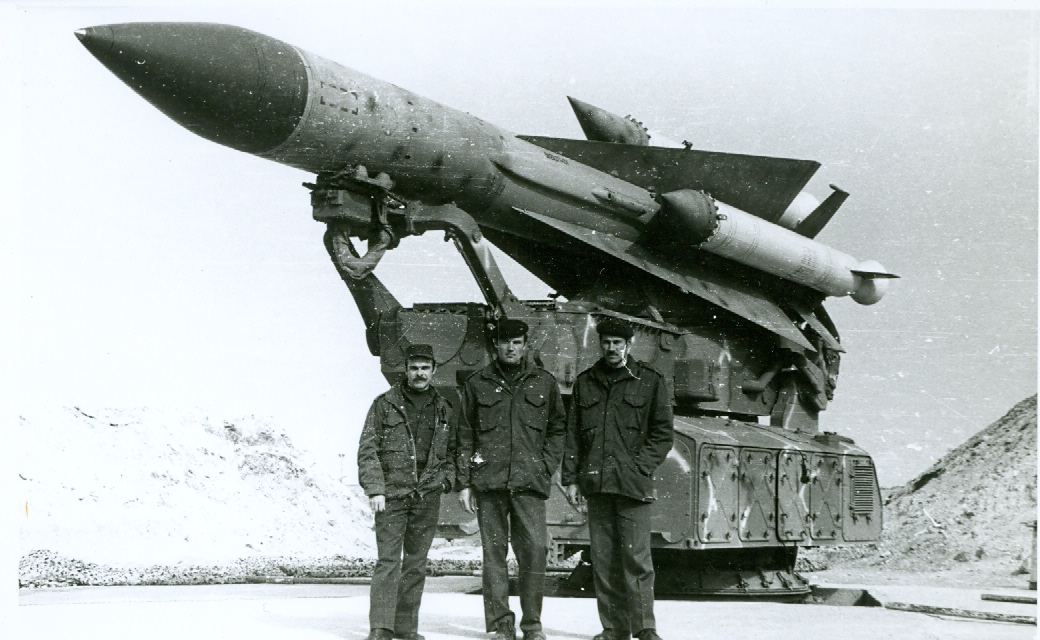
Instrutores militares soviéticos ao lado do sistema de mísseis S-200, Síria, 1983.

Após o golpe sírio de 1963, o Partido Baath sírio no poder estabeleceu relações estreitas com a União Soviética, aumentando o poder e a influência soviética na Síria.  O partido neobaathista de extrema esquerda Baath sírio buscou uma aliança muito próxima com a União Soviética. Após o Sexto Congresso Nacional, em 1963, o partido adotou publicamente a doutrina de aliança ideológica com o Bloco Oriental:
"O Partido Socialista Árabe Baath colocou a questão da luta contra o imperialismo em seu quadro internacional e humano e considerou o campo socialista uma força positiva e ativa na luta contra o imperialismo... uma pátria esmagada e explorada pelo imperialismo torna os pontos de partida fundamentais do campo socialista mais harmoniosos com os interesses de nossa pátria árabe e mais em simpatia com nosso povo árabe."
Em 1971, o presidente sírio Hafez al-Assad assinou um acordo com a União Soviética, permitindo-lhe abrir a sua base militar naval em Tartus e ganhar uma presença estável no Médio Oriente em meio à Guerra Fria.   Milhares de oficiais militares sírios e profissionais qualificados estudaram na Rússia durante o governo de Hafez al-Assad. 
Milhares de conselheiros e técnicos soviéticos auxiliaram o Exército Árabe Sírio durante a Guerra do Yom Kippur de 1973 com Israel. 3.750 toneladas de ajuda foram transportadas por via aérea durante a guerra para a Síria. No final de outubro de 1973, a União Soviética enviou 63.000 toneladas de ajuda, principalmente para a Síria, para repor suas perdas durante a guerra. As relações soviético-sírias ficaram tensas em 1976 devido à intervenção de Hafez al-Assad na guerra civil libanesa e à ocupação síria do Líbano, já que a União Soviética não queria um confronto entre o regime de Assad e a Organização para a Libertação da Palestina, ambos aliados soviéticos. Os soviéticos congelaram o fornecimento de armas à Síria, enquanto a Síria negou aos soviéticos o acesso às suas bases navais.   Foi somente em abril de 1977 que os dois estados melhoraram suas relações. A Síria recusou-se a condenar a invasão soviética do Afeganistão em 1979 e assinou um Tratado de Amizade e Cooperação com duração de vinte anos em Outubro de 1980. 

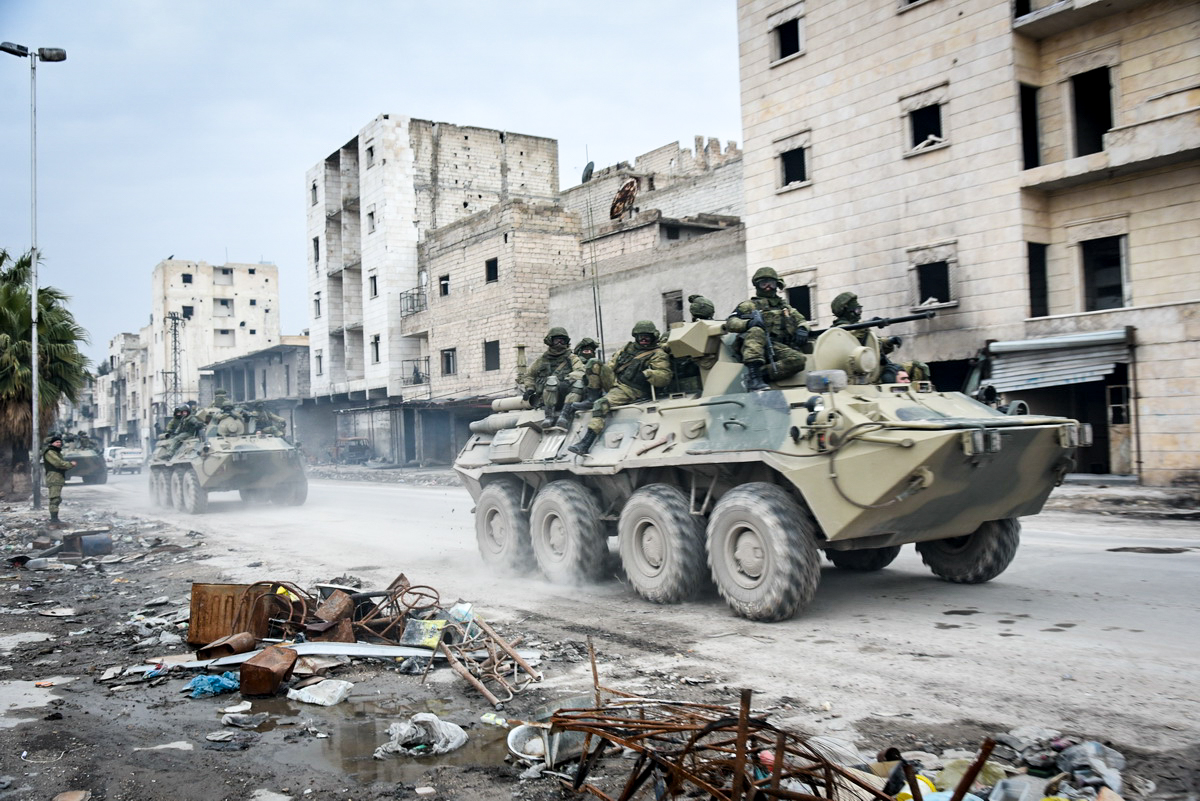
Sapadores russos em Alepo durante a guerra civil síria, dezembro de 2016

O estado sucessor da União Soviética, a Rússia, apoiou fortemente o regime de Bashar al-Assad durante a guerra civil síria, que começou em 2011. A partir de 2012, a Rússia e a China vetaram repetidamente no Conselho de Segurança da ONU os projectos de resolução patrocinados pelo Ocidente que condenavam o governo de Bashar por atacar civis e exigiam a demissão de Bashar, o que teria aberto a possibilidade de sanções das Nações Unidas contra o seu governo.    Em Setembro de 2015, o Conselho da Federação autorizou o presidente russo Vladimir Putin a utilizar forças armadas na Síria.  Os ataques aéreos e com mísseis russos começaram a atingir o Estado Islâmico, o Exército da Conquista, a Frente al-Nusra e o Exército Livre da Síria.  

#### Relações com o Irã
A Síria e o Irã são aliados históricos e estratégicos, sendo a Síria considerada o “aliado mais próximo” do Irão.  A relação entre os governos iraniano e sírio tem sido por vezes descrita como um Eixo de Resistência.  Historicamente, os dois países compartilhavam uma animosidade comum em relação ao Partido Baath Iraquiano e a Saddam Hussein, com a Síria fornecendo ajuda militar ao Irã durante a Guerra Irã-Iraque. Após a morte de Hafez al-Assad em 2000, Bashar al-Assad continuou o relacionamento apoiando o Hezbollah e vários representantes iranianos; com a aliança sendo descrita como "o componente central de sua doutrina de segurança".  
Após a eclosão da revolução síria em 2011, o Irã começou a ajudar política e militarmente o governo Assad. O The Guardian relatou em Maio de 2011 que o Exército Irlandês Iraniano tinha aumentado o seu “nível de apoio técnico e de apoio de pessoal” para reforçar a “capacidade do exército sírio de lidar com os manifestantes”.  Desde o início da insurgência na Síria, o Irão tem fornecido formação, apoio técnico e tropas de combate ao governo de Assad.   As estimativas do número de pessoal iraniano na Síria variam entre centenas e dezenas de milhares.    Os combatentes libaneses do Hezbollah, apoiados pelo governo iraniano, têm assumido papéis de combate directo desde 2012.   A partir do verão de 2013, o Irão e o Hezbollah forneceram importante apoio no campo de batalha à Síria, permitindo-lhe fazer avanços contra os rebeldes sírios.  Em 2023, o Irão mantém 55 bases militares na Síria e 515 outros pontos militares, a maioria nas províncias de Alepo e Deir Ezor e nos subúrbios de Damasco; estes representam 70% dos locais militares estrangeiros no país. 

#### Relações com o Iraque

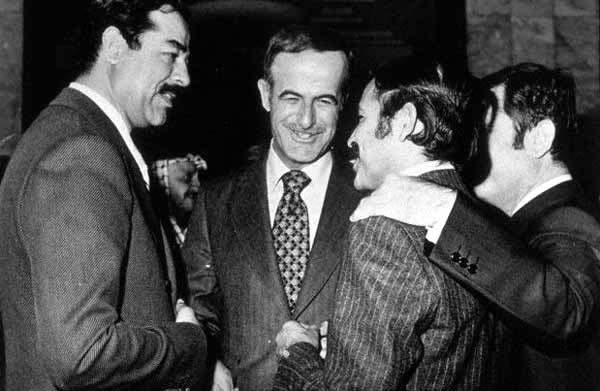
O presidente sírio Hafez al-Assad (centro) com o vice-presidente iraquiano Saddam Hussein (esquerda), o ministro das Relações Exteriores argelino Abdelaziz Bouteflika (direita) e o vice-presidente sírio Abdul Halim Khaddam (extrema direita, parcialmente coberto) na Cúpula da Liga Árabe de 1978 em Bagdá.

A Síria foi um adversário proeminente do Iraque Baathista durante a Guerra Fria. A Síria apoiou o Irã com armas na Guerra Irã-Iraque e fechou os oleodutos iraquianos que passam por ela, e se juntou à coalizão liderada pelos Estados Unidos contra o Iraque durante a Guerra do Golfo. Durante a revolta islâmica na Síria, o governo iraquiano de Saddam Hussein forneceu armas e apoio logístico à Irmandade Muçulmana, particularmente durante o massacre de Hama em 1982. Entretanto, em 1997, o presidente sírio Hafez al-Assad começou a restabelecer relações com o presidente iraquiano Saddam Hussein. A ascensão de Bashar em 2000 impulsionou este processo, e a Síria ignorou as sanções contra o Iraque, ajudando o Iraque a importar petróleo ilegalmente. 
Bashar al-Assad se opôs à invasão do Iraque liderada pelos EUA em 2003. Ele abrigou baathistas iraquianos e permitiu que voluntários atravessassem a Síria para lutar contra os americanos. A pressão síria para rever a política de desbaathificação e apoiar os insurgentes foi desprezada pelo novo governo iraquiano.  Como resultado, o governo instalado pelos americanos no Iraque suspendeu o fornecimento de petróleo para a Síria. Em 2004, o comandante norte-americano das forças da coligação no Iraque, George W. Casey Jr., acusou a Síria de acolher líderes insurgentes iraquianos que estavam a coordenar a insurgência anti-americana a partir das suas bases na Síria. 
Izzat Ibrahim al-Douri, ex-vice-presidente do Conselho do Comando Revolucionário do Iraque Baathista, tinha relações estreitas com a Síria Baath. Apesar das diferenças históricas entre as duas facções do Baath, al-Douri teria instado Saddam a abrir oleodutos com a Síria, construindo um relacionamento financeiro com a família Assad. Após a invasão americana do Iraque em 2003, al-Douri teria fugido para Damasco, de onde organizou grupos militantes antiamericanos e coordenou grandes operações de combate durante a insurgência iraquiana.   Em 2009, o General David Petraeus, que na altura chefiava o Comando Central dos EUA, declarou que al-Douri residia na Síria. 
Em 2006, a Síria reconheceu o governo iraquiano pós-invasão e retomou os laços. No entanto, as relações continuaram ruins até 2011, quando as tropas americanas se retiraram do Iraque e a revolução síria eclodiu, durante a qual centenas de milhares de manifestantes foram às ruas, exigindo a derrubada do regime de Assad. Ambos os governos, juntamente com o Irã, formaram uma aliança regional tripartite, já que tanto o governo iraniano quanto o de Maliki no Iraque criticavam o potencial aumento da influência saudita na Síria, um país de maioria sunita. Ao contrário da maioria dos países da Liga Árabe, o Iraque rejeitou os apelos para que al-Assad se demitisse. 

#### Relações com os Estados Unidos
As relações entre a Síria Baath e os Estados Unidos ficaram tensas em 1967 após a Guerra dos Seis Dias, que resultou na ocupação israelense das Colinas de Golã, mas as relações foram retomadas em 1974 após o Acordo de Desligamento entre Israel e a Síria. A Síria foi adicionada à lista dos EUA de Estados Patrocinadores do Terrorismo em 29 de dezembro de 1979 e continua sendo o único estado da lista original de 1979 a permanecer na lista. 
As relações entre os Estados Unidos e a Síria se deterioraram devido à oposição da Síria à Guerra do Iraque. O governo sírio também se recusou a impedir que combatentes estrangeiros usassem as fronteiras sírias para entrar no Iraque e deportar autoridades do antigo governo de Saddam Hussein que apoiavam a insurgência iraquiana. Em Maio de 2003, o Secretário de Estado dos EUA, Colin Powell, visitou Damasco para exigir o encerramento dos escritórios do Hamas, da Jihad Islâmica e da Frente Popular para a Libertação da Palestina.  
Desde o início da guerra civil síria, os Estados Unidos apelaram repetidamente ao presidente Bashar al-Assad para que se demitisse e impuseram sanções ao seu governo. 

## Economia

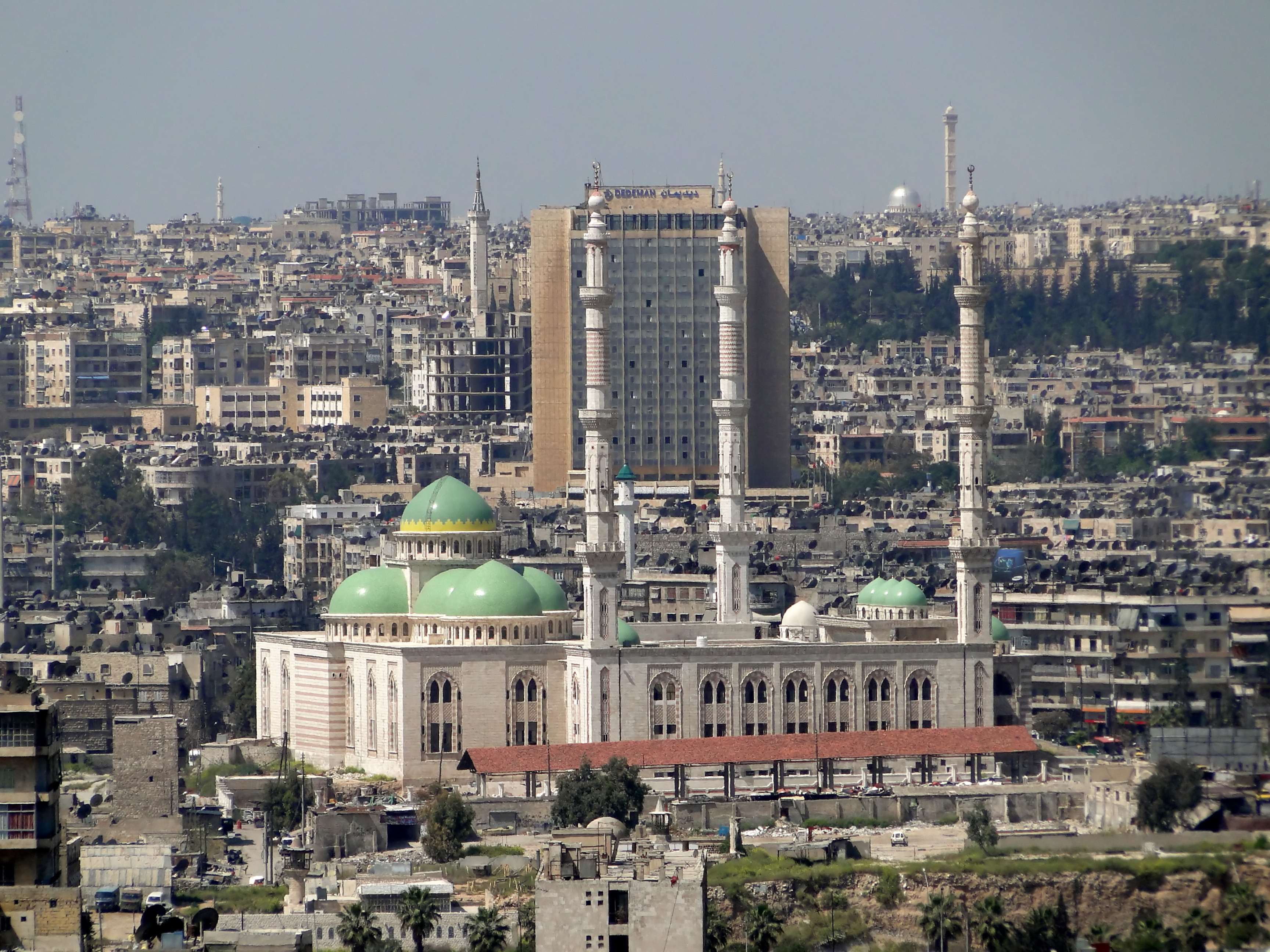
Alepo, capital econômica da Síria.

Durante o governo Baath, a economia da República Árabe Síria passou por altos e baixos. Depois que o Partido Ba'ath chegou ao poder, a economia síria passou por uma transformação socialista radical, nacionalizando empresas industriais e distribuindo terras entre camponeses e fazendeiros sem terra. Em meados da década de 1960, a reforma agrária patrocinada pelo governo e a nacionalização das principais indústrias e investimentos estrangeiros confirmaram a nova direcção socialista da política económica da Síria.  À medida que o Estado assumiu um maior controlo sobre a tomada de decisões económicas, através da adopção de um planeamento centralizado e da regulamentação rigorosa das transacções comerciais, a Síria sofreu uma perda substancial de trabalhadores qualificados, administradores e do seu capital.  Apesar das convulsões políticas, que minaram a confiança dos proprietários de terras, comerciantes e industriais, o estado implementou com sucesso projetos de desenvolvimento em larga escala para expandir a indústria, a agricultura e as infraestruturas.  Na década de 1970, 85% das terras agrícolas foram distribuídas para populações camponesas sem terra e agricultores arrendatários. Bancos, empresas petrolíferas, produção de energia e 90% das indústrias de grande porte foram nacionalizadas.
No final da década de 1970, a economia síria tinha passado da sua base agrária tradicional para uma economia dominada pelos sectores dos serviços, industrial e comercial.  Grandes despesas com o desenvolvimento de irrigação, electricidade, água, projectos de construção de estradas, plantas de irisina e expansão de serviços de saúde e educação para áreas rurais contribuíram para a prosperidade.  Contudo, a economia continuou dependente da ajuda externa e de subsídios para financiar os crescentes défices tanto no orçamento como no comércio.  A Síria, como estado da linha da frente no conflito árabe-israelita, também era vulnerável aos caprichos da política do Médio Oriente, dependendo das transferências de ajuda árabe e da assistência soviética para apoiar as crescentes despesas de defesa. 
No entanto, em meados da década de 1980, o clima económico do país passou da prosperidade para a austeridade.  O crescimento económico da Síria entrou em colapso devido à rápida queda dos preços mundiais do petróleo, à diminuição das receitas de exportação, à seca que afectou a produção agrícola e à diminuição das remessas dos trabalhadores.  Além disso, os níveis de ajuda árabe diminuíram muito devido à retração económica nos estados produtores de petróleo e ao apoio sírio ao Irão na Guerra Irã-Iraque.  O PIB real per capita caiu 22% entre 1982 e 1989.  Para restaurar a economia, o governo reduziu drasticamente os gastos, cortou as importações, encorajou mais investimento do sector privado e estrangeiro e lançou uma campanha anticorrupção contra os contrabandistas e os cambistas do mercado negro.  Em Julho de 1984, o governo formou uma eficaz equipa anti-contrabando para controlar as fronteiras entre o Líbano e a Síria: apreendeu 3,8 milhões de dólares em mercadorias durante a sua primeira semana de trabalho.  Entretanto, grandes gastos com defesa continuaram a desviar recursos de investimentos produtivos.
A destruição e a desorganização associadas à guerra civil devastaram a economia da Síria. No final de 2013, a ONU estimou o prejuízo económico total da Guerra Civil Síria em 143 bilhões de dólares.  Em 2018, o Banco Mundial estimou que cerca de um terço do parque habitacional da Síria e metade de suas instalações de saúde e educação foram destruídas pelo conflito. Segundo o Banco Mundial, um total acumulado de 226 mil milhões de dólares em PIB foi perdido devido ao conflito entre 2011 e 2016.  A economia síria sofreu com a hiperinflação relacionada ao conflito. A taxa de inflação anual da Síria é uma das mais altas do mundo.   A moeda nacional, a libra síria, caiu em meados de 2020 em relação ao dólar americano, o que indica que a economia síria estava apenas piorando. A libra, que foi negociada a LS 47 para o dólar antes da revolta de 2011, caiu para mais de LS 3.000 por dólar. Os preços dos produtos básicos dispararam e alguns produtos básicos desapareceram do mercado, à medida que os comerciantes e o público se esforçavam para acompanhar o aumento do custo de vida.  Durante a guerra civil, a economia síria dependia de impostos alfandegários e de renda decrescentes, fortemente apoiados por linhas de crédito do Irã, Rússia e China. Acredita-se que o Irã tenha gasto entre US$ 6 bilhões e US$ 20 bilhões por ano na Síria durante os primeiros quatro anos da guerra civil. A libra síria perdeu 80% do seu valor, com a economia a tornar-se em parte estatal e em parte economia de guerra.  Um relatório do Strategic Foresight Group, um grupo de reflexão sediado na Índia, calculou o custo de oportunidade do conflito para o Médio Oriente, entre 1991 e 2010, em 12 biliões de dólares em 2006.  A participação da Síria neste processo foi de 152 mil milhões de dólares, mais de quatro vezes o PIB previsto para 2010, de 36 mil milhões de dólares.  O Centro Sírio de Investigação Política declarou em Março de 2015 que, nessa altura, quase três milhões de sírios tinham perdido os seus empregos devido à guerra civil, causando a perda da principal fonte de rendimento de mais de 12 milhões de pessoas; os níveis de desemprego “aumentaram” de 14,9% em 2011 para 57,7% no final de 2014.  Em 2024, o Banco Mundial estimou que o PIB sírio havia contraído 84% entre 2010 e 2023. Em 2023, seu PIB nominal era de US$ 6,2 bilhões.

### Agricultura

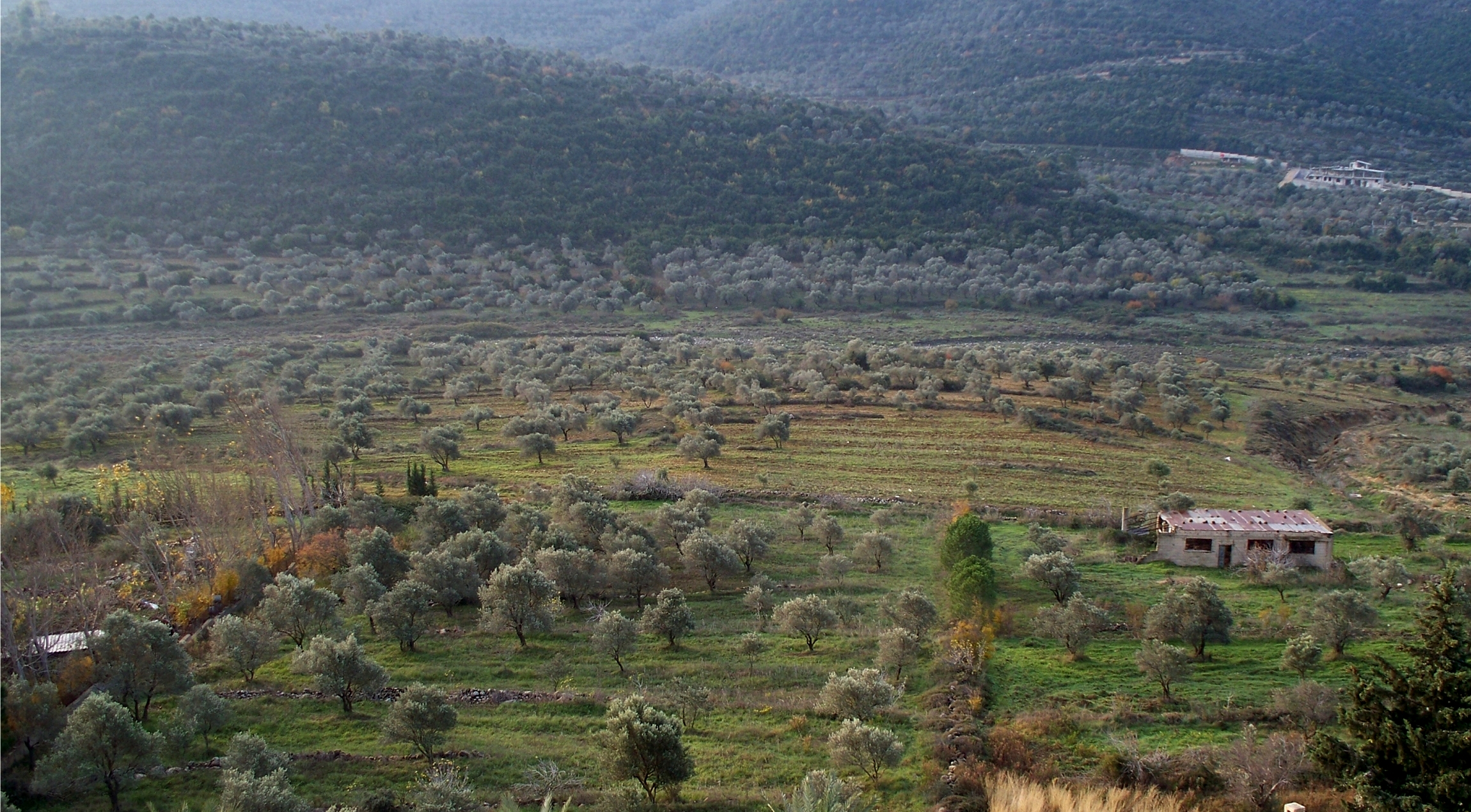
Olivais na província de Homs.

A agricultura é uma prioridade elevada nos planos de desenvolvimento econômico da Síria, uma vez que o governo procura alcançar a auto-suficiência alimentar, aumentar as receitas das exportações e travar a emigração rural.  O primeiro golpe Ba'ath estabeleceu um limite mais severo à propriedade de terras, com um máximo de 15 a 55 hectares por indivíduo para terras irrigadas e entre 80 e 200 hectares por indivíduo para terras não irrigadas. Esse limite era baseado na fertilidade da própria terra. A velocidade com que a expropriação de terras ocorreu aumentou de tal forma que quase um milhão de hectares acabaram por ser expropriados e 240.000 hectares foram redistribuídos num período de um ano e meio.  Com outro golpe militar em 1966, quando um regime mais radical foi estabelecido, as terras expropriadas dos grandes proprietários não foram mais redistribuídas. Em vez disso, as terras se tornaram propriedades estatais, onde os agricultores trabalham e não têm direitos de propriedade. Além disso, o estado decidia os tipos de culturas a serem plantadas, o manejo e a comercialização dos produtos. Principalmente o cultivo de algodão e trigo.  Com o tempo, a importância do setor agrícola na economia síria diminuiu gradualmente à medida que outros setores cresceram mais rapidamente.
Em 1981, assim como na década de 1970, 53% da população ainda era classificada como rural, embora o movimento para as cidades continuasse a acelerar. Entretanto, ao contrário da década de 1970, quando 50% da força de trabalho estava empregada na agricultura, em 1983 a agricultura empregava apenas 30% da força de trabalho. Além disso, em meados da década de 1980, os produtos agrícolas não processados representavam apenas 4% das exportações, o equivalente a 7% das exportações não petrolíferas. A indústria, o comércio e o transporte ainda dependiam dos produtos agrícolas e dos agronegócios relacionados, mas a posição de destaque da agricultura havia claramente se deteriorado. Em 1985, a agricultura (incluindo um pouco de silvicultura e pesca) contribuía com apenas 16,5% para o PIB, abaixo dos 22,1% em 1976. Graças ao investimento de capital sustentado, ao desenvolvimento de infraestrutura, aos subsídios de insumos e ao apoio aos preços, antes da guerra civil a Síria passou de importadora líquida de muitos produtos agrícolas a exportadora de algodão, frutas, vegetais e outros alimentos. Uma das principais razões para esta reviravolta foi o investimento do governo em enormes sistemas de irrigação no norte e nordeste da Síria.  O sector agrícola, em 2009, empregava cerca de 17% da força de trabalho e gerava cerca de 21% do produto interno bruto,   dos quais a pecuária representava 16% e as frutas e os cereais mais de 40%.  Durante a Guerra Civil Síria, o sector agrícola testemunhou uma queda na produção de todos os tipos de produtos, como trigo, algodão e azeitonas,  devido à falta de segurança e à imigração de mão-de-obra agrícola. 

### Indústria petrolífera

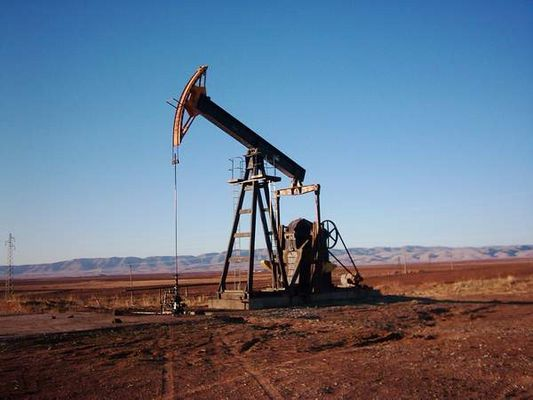
Uma bomba de extração de petróleo nos campos de petróleo de Rmelan, na Síria.

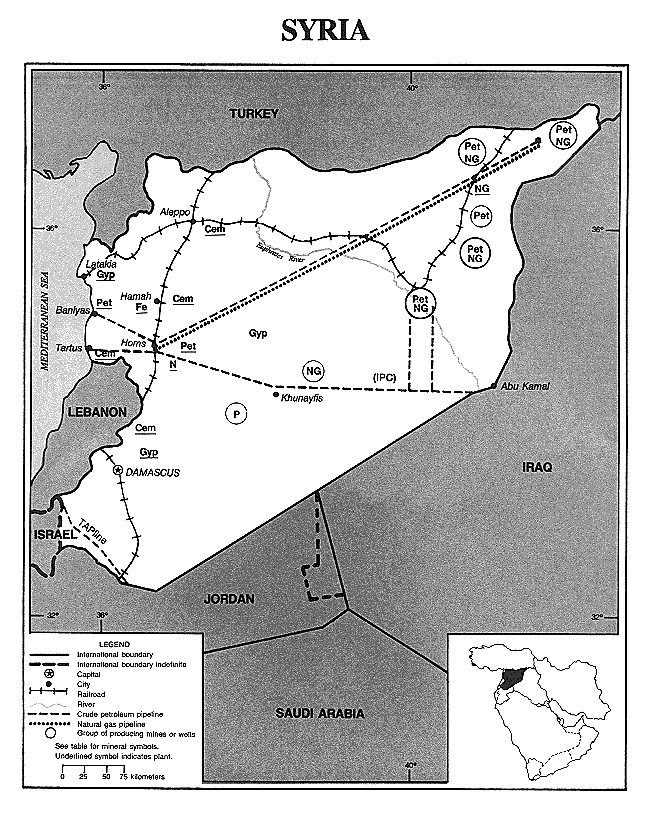
Mapa do petróleo da Síria.

O Partido Baath nacionalizou muitas empresas petrolíferas na Síria. A indústria petrolífera síria arrancou em 1968, quando o campo petrolífero de Karatchok iniciou a produção após a conclusão de um oleoduto que o ligava à refinaria de Homs, embora a Síria só tenha começado a exportar petróleo em meados da década de 1980. 
A Síria é um produtor de petróleo relativamente pequeno, que representou apenas 0,5% da produção global em 2010,   caindo para menos de 0,05% em 2016.  Embora a Síria não seja um grande exportador de petróleo para os padrões do Oriente Médio, o petróleo é uma grande indústria que constitui um componente importante da economia síria. O Irã forneceu à Síria milhões de barris de petróleo gratuitos e com desconto ao longo da década de 1980. De acordo com o Relatório da Síria de 2009 do Oxford Business Group, o setor petrolífero foi responsável por 23% das receitas do governo, 20% das exportações e 22% do PIB em 2008. A Síria exportou cerca de 150.000 bpd em 2008, e o petróleo foi responsável pela maior parte das receitas de exportação do país.  As duas maiores empresas petrolíferas da Síria são a Syrian Petroleum Company (SPC), de propriedade do Ministério do Petróleo e Recursos Minerais, e a Al-Furat Petroleum Company, que é 50% de propriedade da General Petroleum Corporation e os outros 50% são de propriedade estrangeira. Durante a guerra civil, espera-se que as reservas de petróleo diminuam nos próximos anos, e a Síria se tornou um importador líquido de petróleo.
O setor petrolífero da Síria foi afetado pela Guerra Civil e pelas sanções internacionais impostas à Síria. A Síria produziu 406.000 barris por dia (bpd) em 2008, mas a produção de petróleo caiu para 353.000 bpd em 2011 e caiu para apenas 24.000 bpd em 2018, uma redução de mais de 90%,  de acordo com a BP Statistical Review of World Energy.  Durante a guerra civil, o autoproclamado Estado Islâmico do Iraque e do Levante (ISIL/ISIS) controlou a maioria dos campos de petróleo no leste da Síria a partir de 2013, onde contrabandeou o petróleo localizado na província de Deir ez-Zor, fora da Síria, produzindo 34.000–40.000 barris por dia (bpd). A qualidade do petróleo determinava o preço de cada barril vendido na cabeça do poço de 25 a 45 dólares. 

### Indústria e manufatura
A indústria tem sido uma parte vital da economia síria na era Baath por muitos anos, porque o governo Baath deu grande ênfase à modernização da indústria síria. As principais indústrias incluem: petróleo, têxteis, processamento de alimentos, bebidas, tabaco, mineração de rocha fosfática, cimento, britagem de sementes oleaginosas e montagem de automóveis.  
O setor industrial, que inclui mineração, manufatura, construção e petróleo, foi responsável por 27,3 por cento do produto interno bruto (PIB) em 2010 e empregou cerca de 16 por cento da força de trabalho.  O setor manufatureiro da Síria foi amplamente dominado pelo Estado até a década de 1990, quando reformas econômicas permitiram maior participação do setor privado local e estrangeiro. A participação privada continua, contudo, limitada pela falta de fundos de investimento, pelos limites de preços de entrada/saída, pelas pesadas regulamentações alfandegárias e cambiais e pelo fraco marketing.  Como todos os outros setores da economia, a indústria síria declinou devido à guerra civil.

### Indústria das drogas

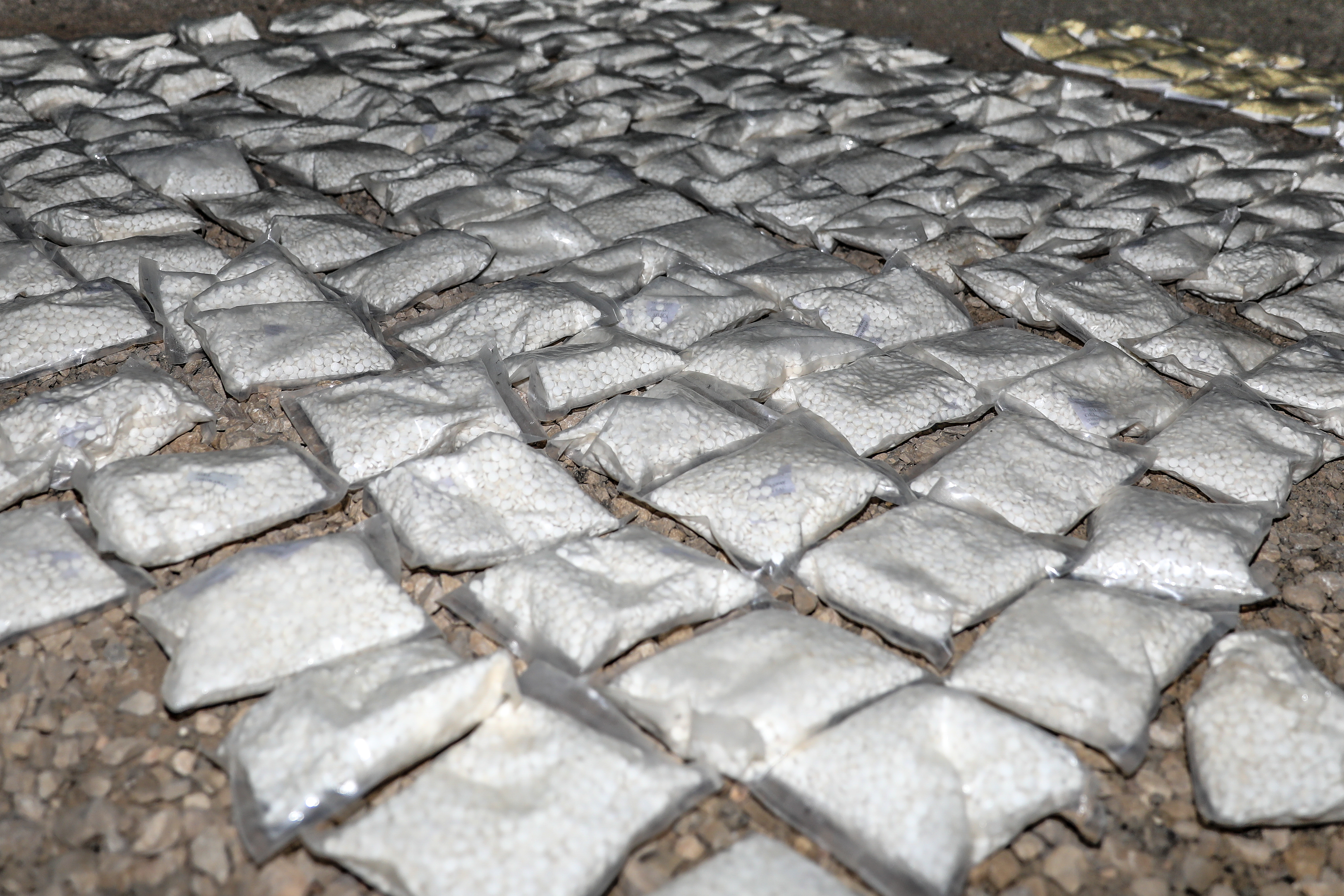
Captagon capturado pelo exército dos EUA no sul da Síria, 2018.

A indústria de Captagon sírias baathistas era o aparato de fabricação e tráfico de captagons patrocinado pelo estado da Síria baathista. A Síria Baath exportou a droga para vários países, principalmente na região do Oriente Médio, incluindo Jordânia, Iraque, Arábia Saudita, estados do Golfo e Egito. A exportação de drogas foi uma das principais fontes de rendimento do governo de Bashar al-Assad, ajudando-o a sustentar a economia durante a Guerra Civil Síria.    A indústria era gerida por uma rede clandestina de senhores da guerra, cartéis de droga, famílias criminosas e empresários leais à dinastia Assad, que operavam nas regiões da Síria e do Líbano.  Outra droga importante que foi fabricada e contrabandeada globalmente é o haxixe. Em 2021, a exportação de drogas ilegais eclipsou as exportações legais do país, levando o New York Times a chamar a Síria de "o mais novo narcoestado do mundo". As exportações de droga permitiram ao regime de Assad gerar moeda forte, pagar salários diários ao exército estatal em deterioração, financiar milícias privadas e contratar mercenários.   

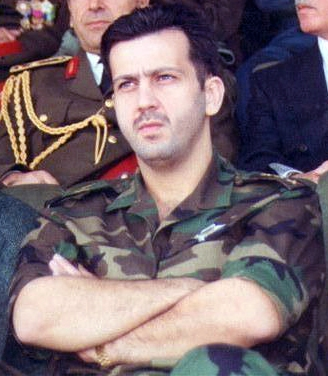
Maher al-Assad foi responsável pela maioria das exportações do Captagon.

Com base em estimativas de 2023, aproximadamente 80% dos captagons do mundo foram produzidos na Síria e exportados do porto de Latakia com a assistência do governo sírio baathista sob o comando de Maher al-Assad, irmão do presidente. As estimativas sugerem que o mercado comercial de captagon varia de US$ 5,7 bilhões a US$ 57 bilhões. Essa receita estimada foi três vezes maior do que as operações combinadas dos cartéis mexicanos. Ao longo dos anos, centenas de milhões de pílulas de captagon foram contrabandeadas para a Jordânia, Iraque, Arábia Saudita e países do Golfo. Uma das principais rotas de contrabando era pela província de Anbar, que faz fronteira com a Síria, Jordânia e Arábia Saudita. Em 2021, mais de 250 milhões de pílulas de captagon foram apreendidas em todo o mundo, 18 vezes mais do que o número de pílulas apreendidas em 2017. Além disso, de acordo com a Al Jazeera, em 2022, a Jordânia O Secretário de Estado para Controle de Drogas da Arábia Saudita relatou que a maioria dos consumidores de Captagon tem entre 12 e 22 anos. O New York Times relatou em dezembro de 2021 que a 4ª Divisão Blindada, comandada por Maher al-Assad, supervisiona grande parte da produção e distribuição de Captagon, entre outras drogas, reforçando o status da Síria como um narcoestado no Mar Mediterrâneo. A unidade controla instalações de fabricação, fábricas de embalagem e redes de contrabando em toda a Síria (que também começaram a movimentar metanfetamina). O departamento de segurança da divisão, chefiado pelo Major General Ghassan Bilal, fornece proteção para fábricas e rotas de contrabando para a cidade portuária de Latakia e para as travessias de fronteira com a Jordânia e o Líbano. A indústria de Captagon também é apoiada pelo grupo xiita apoiado pelo Irã, o Hezbollah. De acordo com estimativas baseadas em dados oficiais de uma investigação da AFP de 2022, o captagon ultrapassou todas as outras exportações legais do país combinadas.

## Militares

### Forças armadas

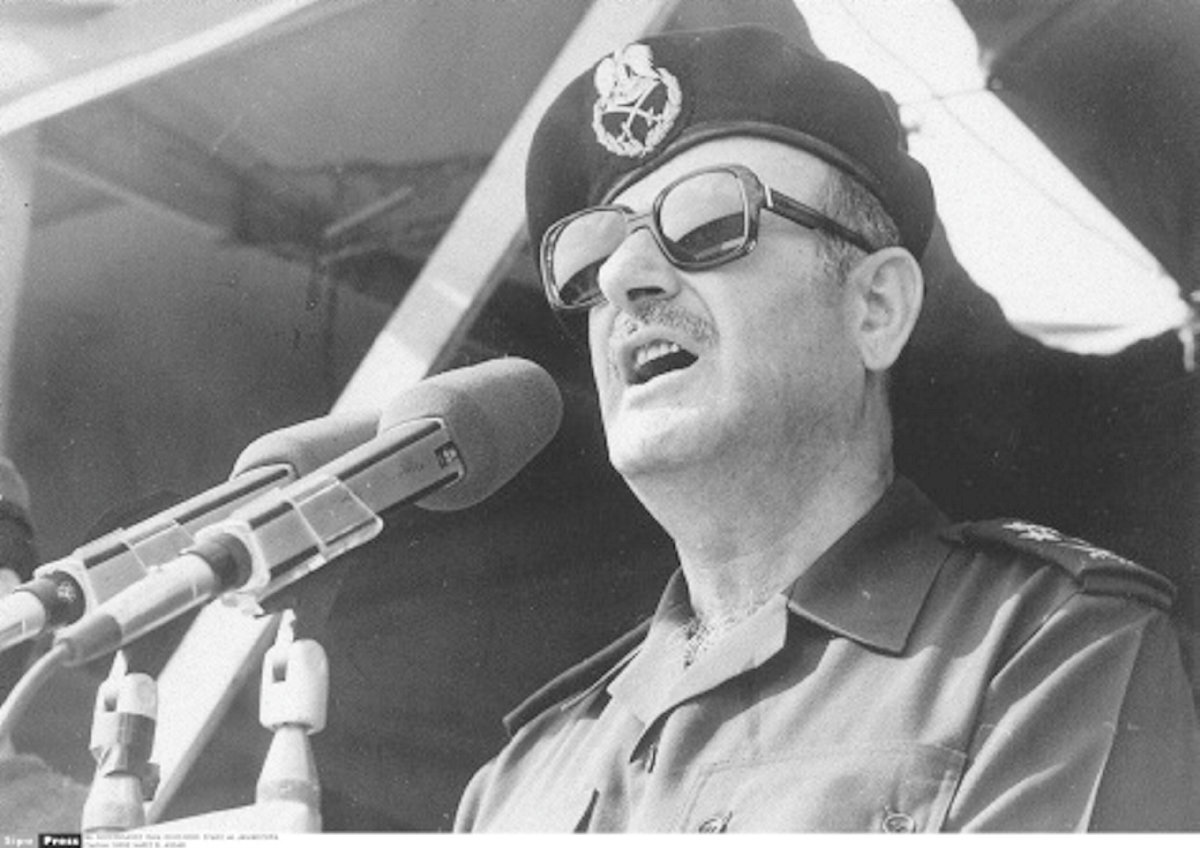
Hafez al-Assad construiu um estado militarista com um exército grande e forte.

A Síria sob o governo Baath foi caracterizada por uma ditadura militar e um estado policial, onde o exército sírio levou o Partido Baath ao poder. A sobrevivência do regime foi amplamente possibilitada pela "baathização" do exército pelo Partido Baath e sua forte dependência do aparato de segurança do exército. A partir de 1963, o comando máximo do Exército Sírio tornou-se cada vez mais baathista, enquanto os oficiais baathistas tornaram-se progressistas. Depois de Hafez al-Assad ter chegado ao poder, ele expurgou os oficiais sunitas de classe média e alta, substituindo-os por oficiais rurais minoritários, e consolidou o seu poder com o estabelecimento de uma "guarda pretoriana" recrutada pelos alauitas que ajudou a garantir o controlo do regime sobre os militares.   As forças armadas combinadas da Síria Baath de 1963 a 2024 eram oficialmente conhecidas como Forças Armadas Árabes Sírias.

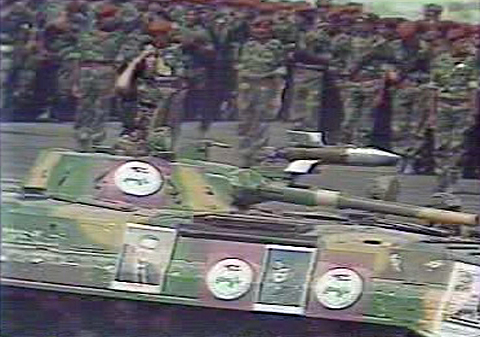
BMP-1 do Exército Árabe Sírio no desfile militar em 1990.

Após a derrota síria durante a Guerra dos Seis Dias com Israel, Hafez al-Assad iniciou uma enorme expansão militar para alcançar paridade militar com Israel. Assad deu alta prioridade à construção de um exército forte e à preparação para um confronto com Israel, tanto para fins ofensivos quanto defensivos, e para permitir que ele negociasse politicamente o retorno das Colinas de Golã a partir de uma posição de força militar. Ele destinou até 70 por cento do orçamento anual ao reforço militar e recebeu grandes quantidades de armas modernas da União Soviética.  O Exército Árabe Sírio, que era principalmente uma força recrutada, aumentou de 50.000 homens em 1967 para 225.000 em 1973 e para mais de 350.000 na década de 1990.

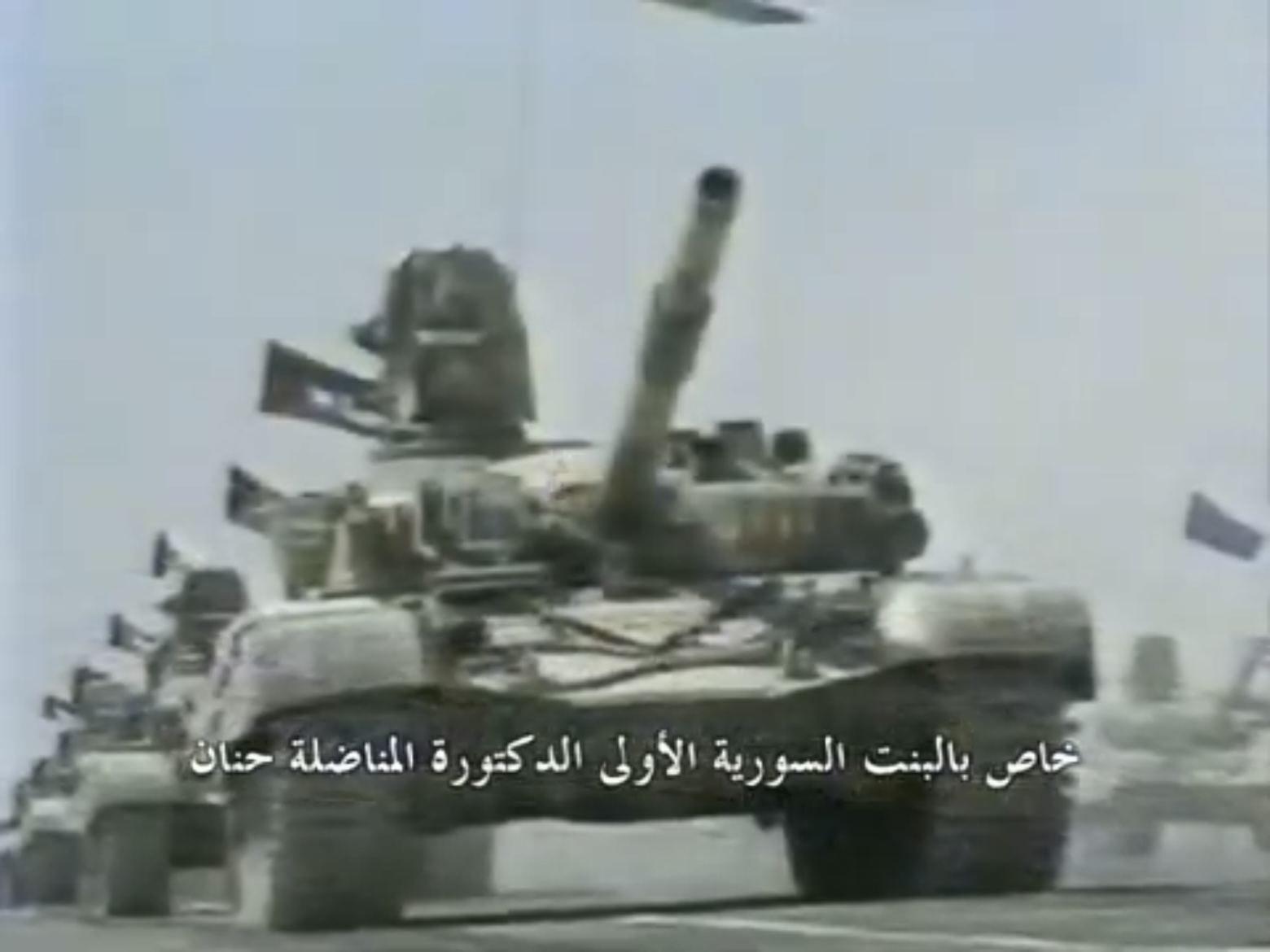
Tanques sírios no mesmo desfile militar em 1990.

No início da década de 1980, a Síria foi deixada sozinha na luta contra Israel: o Egito assinou um tratado de paz com Israel, o Iraque desviou todos os seus recursos para a guerra com o Irã, a Jordânia e a Arábia Saudita reorientaram sua atenção para o Irã pós-revolucionário, vendo-o como uma ameaça maior. A Síria quase não tinha aliados de pleno direito na região (exceto o Irã), já que as relações com outros países árabes eram instáveis. Como resultado, Assad foi forçado a desenvolver sua nova doutrina do Equilíbrio Estratégico, visando principalmente um confronto militar individual com Israel, o que levou a Síria a uma militarização ainda maior. E esta doutrina deu origem a uma nova política intra-árabe e visava consolidar a frente interna de Assad.  Como resultado - com a ajuda da União Soviética, Assad construiu um grande exército equipado com tanques modernos, aviões e mísseis terra-terra de longo alcance, capazes de lançar ogivas químicas em todas as cidades israelitas.  Isso lhe permitiu impedir Israel de atacar a Síria e, em caso de guerra, causar pesadas perdas a Israel.

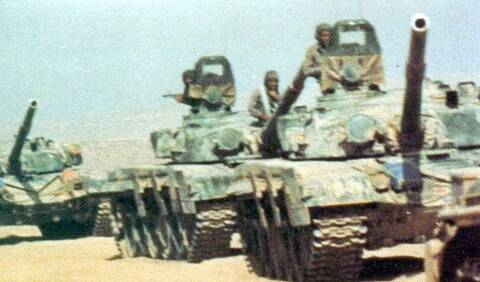
Tanques do exército sírio durante manobras militares.

O grau de militarização da Síria Baathista era indecentemente alto. A força aérea e as frotas de tanques da Síria não eram muito menores (se não maiores) do que as dos grandes países europeus. Em 1979, a Síria era um dos quatro maiores importadores de armas do mundo (entre 1961 e 1979, importou armas no valor de 7,4 mil milhões de dólares, um dos valores mais elevados).  Em 1981, os gastos com defesa representaram 13,1% do PIB . Em 1982, a Síria gastou 2,4 mil milhões de dólares em defesa e segurança interna, o que representou 30 por cento do orçamento total do governo para o ano.  Em 1990, a Síria era o quarto país mais militarizado do mundo em proporção à população, com 35,9 soldados por cada 1.000 habitantes, e o 12º maior gastador per capita em defesa.  Com o colapso da União Soviética em 1991, a Síria perdeu seu principal fornecedor de equipamento militar, contribuindo para o isolamento do Exército Sírio. Em 2005, 50% do orçamento nacional da Síria foi destinado a gastos militares e de inteligência, e a Síria tinha um exército permanente de 215.000 soldados, e mais de 400.000 após a mobilização, bem como 4.700 tanques, 4.500 veículos de transporte de pessoal, 850 mísseis terra-ar, 4.000 armas antiaéreas e 611 aviões de combate.  Raymond Hinnebusch descreveu este processo como um "produto de um partido nacionalista e de um exército radicalizado pelo conflito com Israel, desenvolvido sob Hafez al-Assad num enorme aparelho de segurança nacional concebido para confrontar Israel". 
A maioria dos desenvolvimentos militares locais para o exército são realizados por 3 empresas: Centro de Estudos e Pesquisa Científica Sírio (SSRC), Établissement Industriel de la Défense (EID) e Laboratórios de Defesa Sírios (SDL).  

### Programa de armas químicas
Até 2013, a Síria tinha um dos maiores arsenais de armas químicas. A Síria estava acumulando um enorme arsenal como forma de dissuasão contra Israel e a Turquia. Durante algum tempo, acreditou-se que a Síria tinha o terceiro maior arsenal de armas químicas do mundo, depois dos Estados Unidos e da Rússia. 
De acordo com alguns analistas dos EUA, a Síria recebeu algumas armas químicas e sistemas de lançamento antes da Guerra do Yom Kippur de 1973. De acordo com relatórios de inteligência dos EUA, a Síria começou a desenvolver as suas capacidades de armas químicas no final da década de 1970, com fornecimentos e treino da União Soviética, e provavelmente com equipamento e precursores químicos de empresas privadas da Europa Ocidental.  No entanto, acredita-se que a produção síria de armas químicas só tenha começado em meados da década de 1980. Em 1988, um analista norte-americano descreveu a capacidade de armas químicas da Síria como mais avançada do que o programa de armas químicas do Iraque.  Uma avaliação de 2007 indicou que a Síria era capaz de produzir várias centenas de toneladas de agentes para armas químicas por ano.  Outro relatório de 2007 afirmou que se acreditava que a Síria tinha um estoque de centenas de toneladas de agentes de armas químicas.   Acreditava-se que a Síria era capaz de lançar armas químicas através de bombas aéreas, mísseis superfície-superfície   e foguetes de artilharia. 
A destruição das armas químicas da Síria, que o governo de Assad declarou ter sido concluída em agosto de 2014, no entanto, novas divulgações, documentação incompleta e alegações de retenção de parte do estoque de armas químicas da Síria desde então significam que permanecem sérias preocupações em relação às armas químicas e locais relacionados na Síria. 

### Programa de armas nucleares
Embora a Síria nunca tenha conseguido adquirir armas nucleares, suas tentativas quase bem-sucedidas de criá-las eram uma preocupação para Israel e a inteligência dos EUA. Por muito tempo, Israel e os Estados Unidos nem sequer sugeriram a presença de um programa nuclear sírio devido ao seu alto sigilo (nem mesmo o Ministro da Defesa sírio sabia disso). 

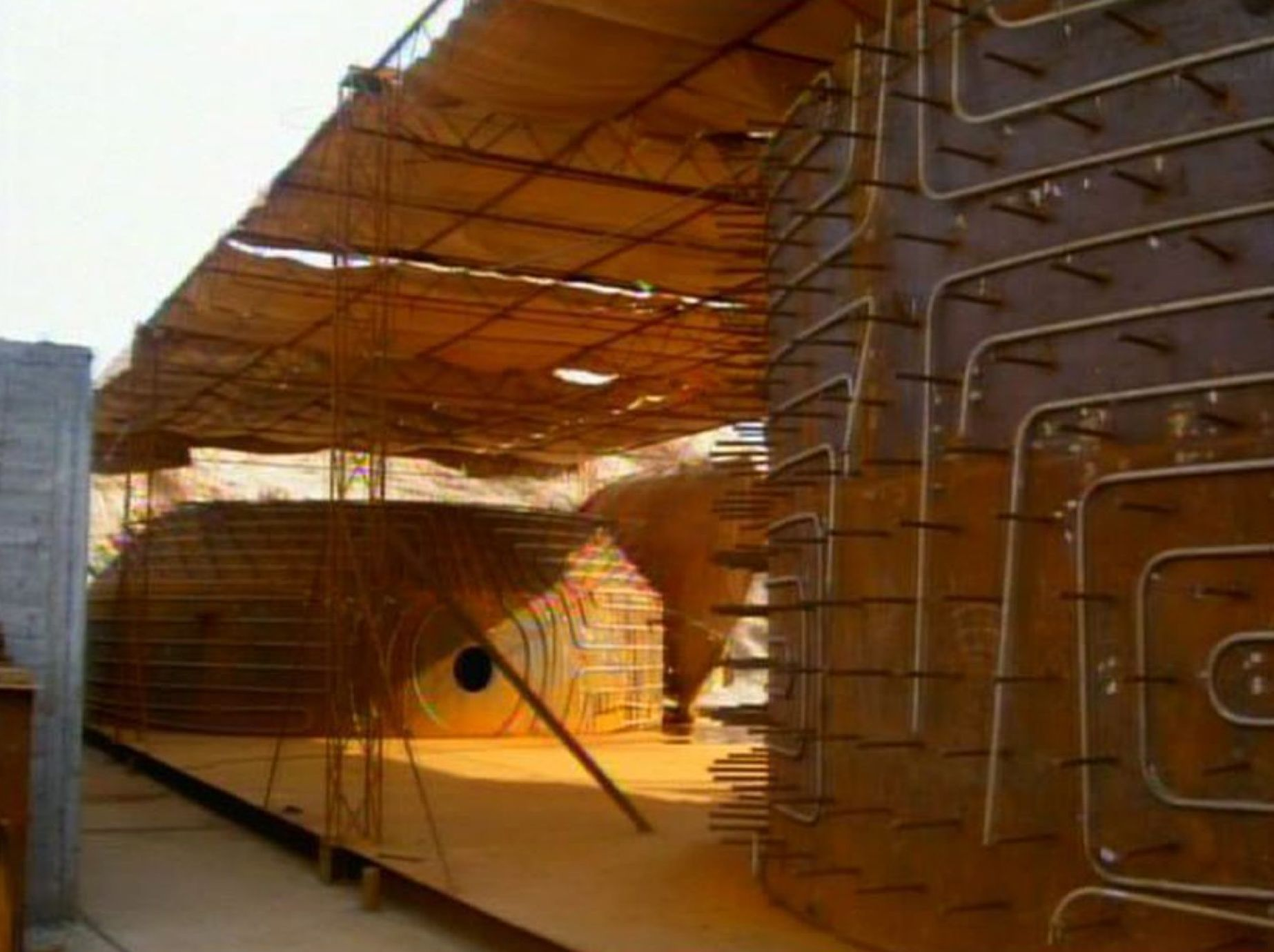
Reator sírio em Deir-ez-Zor.

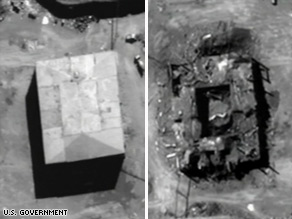
Reator sírio antes e depois dos ataques aéreos israelenses em 2007.

O programa nuclear da Síria supostamente começou em 1979. Na década de 1990, Hafez Assad entrou em um acordo com a Coreia do Norte sobre a construção de um reator nuclear na Síria, esperando dar ao seu herdeiro inexperiente Bashar um forte argumento em diálogos internacionais. A Síria é parte do Tratado de Não Proliferação Nuclear (TNP) desde 24 de setembro de 1969 e tem um programa nuclear civil limitado. Apesar de alegar ser um proponente de uma Zona Livre de Armas de Destruição em Massa (WMDFZ) no Oriente Médio (a Síria não entregou uma carta confirmando seu apoio à WMDFZ), a Síria foi acusada de perseguir um programa nuclear militar com uma instalação nuclear relatada em uma região desértica síria de Deir ez-Zor. Acredita-se que os componentes do reator tenham sido projetados e fabricados na Coreia do Norte, com a impressionante semelhança do reator em forma e tamanho com o Centro de Pesquisa Científica Nuclear de Yongbyon da Coreia do Norte. O reator nuclear ainda estava em construção, mas em estágio avançado. Essa informação alarmou os militares e a inteligência israelenses com o fato de a ideia de um ataque aéreo direcionado ter sido concebida a tal ponto, resultando na Operação Fora da Caixa em 6 de setembro de 2007, que viu até oito aeronaves israelenses destruírem a instalação. O governo israelense disse ter rejeitado a ideia da operação do governo Bush dos EUA, embora este último tenha se recusado a participar. Autoridades de inteligência dos EUA alegaram baixa confiança de que o local fosse destinado ao desenvolvimento de armas. O reator suspeito foi destruído no ataque israelense, que supostamente matou dez trabalhadores norte-coreanos. Até 2018, Israel oficialmente não admitiu que havia infligido um ataque aéreo, e o regime de Assad não admitiu que estava construindo um reator nuclear.
Em dezembro de 2021, houve relatos do Middle East Monitor de que a Síria estava construindo um reator nuclear na planície de El-Gab, no noroeste da Síria, novamente com o apoio da Coreia do Norte e do Irã.

## Direitos humanos
Os direitos humanos na Síria Baath eram efetivamente inexistentes. O histórico de direitos humanos do governo foi considerado um dos piores do mundo. Como resultado, a Síria Baathista foi globalmente condenada por importantes organizações internacionais, incluindo as Nações Unidas, a Human Rights Watch, a Amnistia Internacional,    e a União Europeia.  As liberdades civis, os direitos políticos, a liberdade de expressão e de reunião foram severamente restringidos sob o governo Baathista de Bashar al-Assad, que foi considerado "um dos regimes mais repressivos do mundo".   A 50ª edição do Freedom in the World, o relatório anual publicado pela Freedom House desde 1973, designa a Síria como "o pior dos piores" entre os países "não livres". O relatório lista a Síria como um dos dois países que obteve a pontuação mais baixa possível (1/100).  

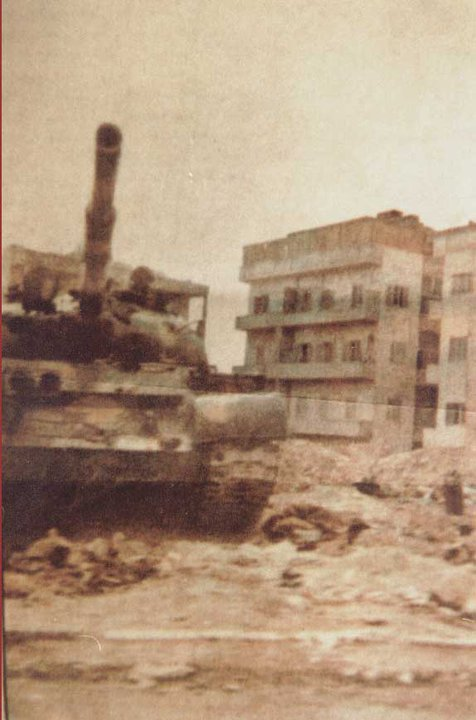
Um tanque sírio nas ruínas da cidade de Hama em 1982, após um massacre governamental que durou um mês e matou dezenas de milhares de civis.

A Síria Baathista tem uma longa história de prisões e detenções arbitrárias, não só no seu próprio país, mas também no vizinho Líbano, grande parte do qual foi ocupado pelo Exército Árabe Sírio devido à sua guerra civil (pelo menos 17.000 pessoas desapareceram no Líbano durante a ocupação, presumivelmente enquanto estavam detidas na Síria).  A lei marcial, em vigor desde 1963, permitiu ao governo abolir a lei civil e substituí-la pela lei militar, impor toques de recolher e recorrer a tribunais militares. Durante as décadas de governo da dinastia Assad, de 1970 a 2011, mais de 70.000 sírios foram vítimas de desaparecimento forçado, mais de 40.000 foram executados através de execuções extrajudiciais e centenas de milhares de civis foram deslocados por deportações. 
No Líbano, a Síria Baathista perseguiu e executou seus oponentes políticos e aqueles que se opõem à sua presença no Líbano (assim como em seu próprio país). A inteligência militar e o exército sírios são responsáveis por uma série de sequestros e assassinatos de cidadãos libaneses, desde líderes e presidentes anti-Síria até civis comuns. O exército também atacou representantes da organização Cruz Vermelha. 

## Bandeiras e brasões

Bandeira da Síria Baathista (1963–1972)
Bandeira da Síria Baathista na Federação das Repúblicas Árabes e depois  (1972–1980)
Bandeira da Síria Baathista (1980–2024)

Brasão de Armas da Síria Baathista (1963–1972)
Brasão de Armas da Síria Baathista na Federação das Repúblicas Árabes (1972–1980)
Brasão de Armas da Síria Baathista (1980–2024)